# Llista de composicions de Franz Schubert per gènere

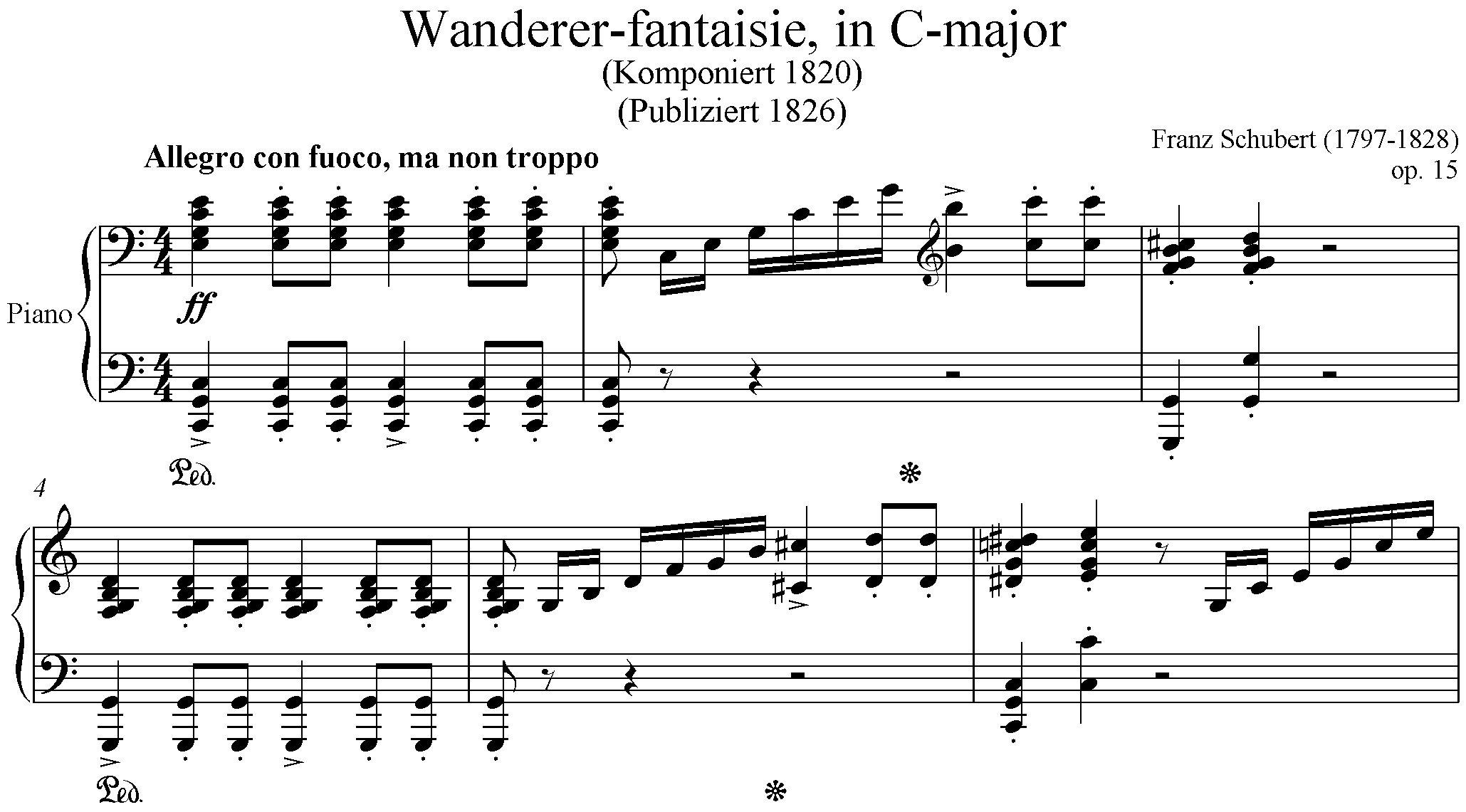
Obertura de la Wanderer Fantasia, Op. 15 (D 760), una de les obres, per a piano sol de Schubert.

Aquesta llista de composicions de Franz Schubert per gènere comprèn tota la seva obra agrupada segons el gènere musical. Franz Schubert (31 de gener de 1797 – 19 de novembre de 1828) fou un compositor austríac molt prolífic. Va compondre unes 1500 obres (i moltes més si es desglossen col·leccions, cicles i altres variants que són agrupades). El grup més gran és el de lieder, per a piano i veu solista (més de 600 lieder), i moltes peces, per a piano. Schubert també va compondre unes 150 part songs, unes 40 composicions litúrgiques (incloent-hi diverses misses) i al voltant de 20 obres escèniques com òperes i música incidental. La seva producció orquestral inclou unes dotzena de simfonies (set completes) i diverses obertures. La música de cambra de Schubert inclou gairebé 20 quartets de corda, i diversos quintets, trios i duets.
Aquest article presenta una llista completa de les obres de Schubert conegudes, i estan agrupades per gèneres. La llista està dividida en vuit sèries i, en principi, segueix l'ordre establert per l'edició impresa de la Neue Schubert-Ausgabe. Les obres de cada sèrie són classificades en ordre ascendent segons la numeració Deutsch (D), i la informació intenta reflectir les dades més actualitzades en relació al catàleg temàtic de Schubert.
La llista inclou la informació següent: 
- D – El núm. de catàleg assignat per Otto Erich Deutsch o pels experts de la Neue Schubert-Ausgabe (NSA).
- Gènere – el gènere musical al qual pertany la peça. S'ha omès quan el gènere és evident o innecessari, p.e.: danses per a piano.
- Títol – el títol de l'obra.
- Íncipit – la primera línia(s) de text, en el cas d'obres vocals.
- Instrumentació – la instrumentació i/o els tipus de veus que calen.
- Títol informal – qualsevol nom addicional amb que es coneix l'obra, quan sigui aplicable.
- Núm. Deutsch – informació del núm. Deutsch (D) que ha estat reassignat, quan sigui aplicable.
- Data – la data coneguda de composició, quan està disponible; o data de publicació.
- Num. d'Opus – el núm. d'opus de la publicació original, quan sigui aplicable.
- Posició – l'ordre en la posició en les obres vocals que tenen nombrosos categoritzacions del mateix text.
- Versió – el núm. de la versió quan existeix més d'una versió.
- Notes – informació addicional sobre l'obra: títols alternatius, completesa, relació amb altres obres, autoria, etc.

## Sèrie I: Obra sacra (Kirchenmusik)

### Misses, rèquiems i Stabat mater
- D 24E, Missa en fa major (?), per a cor mixt, orquestra i orgue (1812?; existeixen fragments de 2 moviments, "Gloria" i "Credo").
- D 105, Missa núm. 1 en fa major, per a 2 sopranos, contralt, 2 tenors, baix, cor mixt, orquestra i orgue (1814, 2 versions del "Dona Nobis Pacem"; 2a versió és anterior a D 185).
- D 167, Missa núm. 2 en sol major, per a soprano, tenor, baix, cor mixt, orquestra de corda i orgue (1815).
- D 324, Missa núm. 3 en si♭ major, per a soprano, contralt, tenor, baix, cor mixt, orquestra i orgue (1815), primer publicada com a Op. posth. 141).
- D 383, Oratori "Stabat Mater" ['Jesús Christus schwebt am Kreuze'] en fa menor, per a soprano, tenor, baix, cor mixt i orquestra (1816, també apareix com a "Deutsche Stabat Mater"; esborranys dels núm. 5 i 6, "Wer wird sich nicht innig freuen" són formalment D 992).
- D 452, Missa núm. 4 en do major, per a soprano, contralt, tenor, baix, cor mixt, orquestra i orgue (1816, publicat primer com a Op. 48; la 2a versió del "Benedictus" és D 961).
- D 453, Rèquiem en do menor, per a cor mixt i orquestra (1816, existeix el fragment del primer moviment).
- D 621, Rèquiem alemany en sol menor, per a soprano, contralt, tenor, baix, orgue i cor mixt, Deutsche Trauermesse (1818, 4 versions; només la 1a versió és completa; NSA afegeix una sinopsi de les 2ª, 3ª i 4a versió).
- D 678, Missa núm. 5 en la♭ major, per a soprano, contralt, tenor, baix, cor mixt, orquestra i orgue (1819 i 1822; 2 versions).
- D 872, "Deutsche Messe" (Missa alemanya), per a orgue i cor mixt, Gesänge zur Feier des heiligen Opfers der Messe. Nebst einem Anhange, enthaltend: Das Gebet des Herr (1827, 2 versions; 2a versió afegeix 2 oboès, 2 clarinets, 2 fagots, 2 trompes, 2 trompetes, 3 trombons, timbales i contrabaix).
- D 950, Missa núm. 6 en mi♭ major, per a soprano, contralt, tenor, baix, cor mixt i orquestra (1828).
- D deest, Missa en do major (?), per a cor mixt, 2 violins i orgue (1811?, esborrany?; perduda o inacabada).

### Parts de misses
- D 31, Kyrie ['Kyrie eleison'] d'una Missa en re menor, per a soprano, tenor, cor mixt, orquestra i orgue (1812).
- D 45, Kyrie ['Kyrie eleison'] en si♭ major, per a cor mixt (1813).
- D 49, Kyrie ['Kyrie eleison'] d'una Missa en re menor, per a cor mixt i orquestra (1813).
- D 56, Cànon "Sanctus" ['Sanctus'] en si♭ major, per a 3 veus (1813, 2 versions).
- D 66, Kyrie ['Kyrie eleison'] en fa major, per a cor mixt, orquestra i orgue (1813).
- D 755, Kyrie ['Kyrie eleison'] d'una Missa en la menor, per a soprano, contralt, tenor, baix, cor mixt, orquestra de corda i orgue (1822, esborrany).

### Petites obres sacres
- D 27, Antífona "Salve Regina" [ Salve Regina'] en fa major, per a soprano, orquestra i orgue (1812).
- D 71A, Cànon "Alleluja" ['Alleluja'] en fa major, per a 3 veus (1813).
- D 106, Antífona "Salve Regina" [ Salve Regina'] en si♭ major, per a tenor, orquestra i orgue (1814).
- D 136, Ofertori "Totus in Corde" ['Totus in corde langueo'] en do major, per a soprano (o tenor), clarinet (o violí) concertant, orquestra i orgue, Erstes Offertorium (1815?, primer publicat com a Op. 46).
- D 175, Seqüència "Stabat mater" ['Stabat mater'] en sol menor, per a cor mixt, orquestra i orgue (1815).
- D 181, Ofertori "Tres sunt" ['Tres sunt, qui testimonium dant in coelo'] en la menor, per a cor mixt, orquestra i orgue (1815).
- D 184, Gradual "Benedictus es, Domine" ['Benedictus es, Domine'] en do major, per a cor mixt, orquestra i orgue (1815, primer publicat com a Op. posth. 150).
- D 223, Ofertori "Salve Regina" ['Salve Regina'] en fa major, per a soprano, orquestra i orgue, Zweites Offertorium (1815 i 1823, 2 versions; 2a versió, primer publicada com a Op. 47)
- D 379, Antífona "Deutsches Salve Regina" ['Sei, Mutter der Barmherzigkeit'] en fa major, per a orgue i cor mixt (1816).
- D 386, Antífona "Salve Regina" ['Salve Regina'] en si♭ major, per a cor mixt (1816).
- D 460, Himne "Tantum ergo" ['Tantum ergo'] en do major, per a soprano, cor mixt, orquestra i orgue (1816).
- D 461, Himne "Tantum ergo" ['Tantum ergo'] en do major, per a soprano, contralt, tenor, baix, cor mixt, orquestra i orgue (1816).
- D 486, Himne "Magnificat" ['Magnificat anima mea Dominum'] en do major, per a soprano, contralt, tenor, baix, cor mixt, orquestra i orgue (1815).
- D 488, Ofertori "Auguste jam coelestium" ['Auguste jam coelestium'] en sol major, per a soprano, tenor i orquestra (1816).
- D 607, Cançó "Evangelium Ihannis 6, Vers 55–58" ['En der Zeit sprach der Herr Jesus'], per a veu i baix figurat (1818, fragment; el baix figurat normalment realitzat per un piano)
- D 676, Ofertori "Salve Regina" ['Salve Regina'] en la major, per a soprano i orquestra, Drittes Offertorium (1819, primer publicat com a Op. posth. 153).
- D 696, Sis antífones "Sechs Antífonaen zum Palmsonntag", per a cor mixt (1820, publicades primer com a Op. posth. 113).

1. "Hosanna filio David"
2. "In monte Oliveti"
3. "Sanctus"
4. "Pueri Hebraeorum"
5. "Cum angelis et pueris"
6. "Ingrediente Domino"
- D 706, Himne "Der 23. Psalm" ['Gott ist mein Hirt, mir wird nichts mangeln'], per a 2 sopranos, 2 contralts i piano (1820, primer publicat com a Op. posth. 132)
- D 730, Himne "Tantum ergo" ['Tantum ergo'] en si♭ major, per a soprano, contralt, tenor, baix, cor mixt i orquestra (1821).
- D 739, Himne "Tantum ergo" ['Tantum ergo'] en do major, per a cor mixt, orquestra i orgue (1814, primer publicat com a Op. 45).
- D 750, Himne "Tantum ergo" ['Tantum ergo'] en re major, per a cor mixt, orquestra i orgue (1822).
- D 811, Antífona "Salve Regina" ['Salve Regina'] en do major, per a 2 tenors i 2 baixos (1824, primer publicat com a Op. posth. 149).
- D 948, Himne "Hymnus an den heiligen Geist" ['Komm, heil'ger Geist, erhöre unser Flehen'], per a 2 tenors, 2 baixos i cor d'homes (1828, 2 versions; 1a versió era abans la D 941; 2a versió [abans D964], per a 2 tenors, 2 baixos, cor d'homes, dos oboès, dos clarinets, 2 fagots, dos trompetes, 2 trompes i tres trombons; 2a versió, primer publicada com a Op. posth. 154).
- D 953, Himne "Der 92. Salm" ['tôw l'hôdôs ladônoj'], per a baríton, soprano, contralt, tenor, baix i cor mixt (1828).
- D 962, Himne "Tantum ergo" ['Tantum ergo'] en mi♭ major, per a soprano, contralt, tenor, baix, cor mixt i orquestra (1828).
- D 963, Ofertori "Intende voci" ['Intende voci'] en si♭ major, per a tenor, cor mixt i orquestra (1828).
- D deest, Tantum ergo ['Tantum ergo'] en do major, per a cor mixt i orquestra (1821).
- D deest, Tantum ergo ['Tantum ergo'] en do major, per a cor mixt i orquestra (1821).

## Sèrie II: Obres escèniques (Bühnenwerke)
- D 11, Singspiel Der Spiegelritter, per a 5 sopranos, 3 tenors, 4 baixos, cor mixt i orquestra (1811?, en 3 actes?; Inacabat – Existeixen l'obertura, 5 núm. complets i tres fragments de l'Acte I).
- D 84, Singspiel Des Teufels Lustschloß, per a 3 sopranos, 2 tenors, 3 baixos, veu parlada, cor mixt i orquestra (1814, en 3 actes: Obertura i 23 núm.; 2 versions; la NSA també afegeix tres núm. rebutjats: núm. 13 de la 1a versió i núm. 7 i 23 de la 2a versió, a més d'un fragment d'un postludi orquestral).
- D 137, Singspiel Adrast, per a soprano, tenor, baix, cor d'homes i orquestra (1817, en 2 o 3 actes?; Inacabat – 13 núm. existeixen: 8 complets i 5 són esborranys).
- D 190, Singspiel Der vierjährige Posten, per a soprano, 3 tenors, baix, veu parlada, cor mixt i orquestra (1815, en un acte: Obertura i 8 números).
- D 220, Singspiel Fernando, per a 2 sopranos, tenor, 2 baixos, orquestra i veu parlada (1815, en un acte: 7 números).
- D 239, Singspiel Claudine von Villa Bella, per a 2 sopranos, 2 tenors, 2 baixos, cor mixt i orquestra (1815, en 3 actes; incomplet. Existeix l'Acte I –Obertura i 8 núm.–, núm. de l'Acte II i un núm. de l'Acte III; els núm. restants foren escrits però s'han perdut).
- D 326, Singspiel Die Freunde von Salamanka, per a 3 sopranos, 3 tenors, 6 baixos, cor mixt i orquestra (1815, en 2 actes: Obertura i 18 números).
- D 435, Òpera Die Bürgschaft , per a 4 sopranos, 3 tenors, 3 baixos, 2 barítons, cor mixt i orquestra (1816, en 3 actes; inacabada. Existeixen 9 núm. de l'Acte I, 5 núm. de l'Acte II, i un núm. i un fragment de l'Acte III).
- D 644, Música per a Zauberspiel Die Zauberharfe , per a tenor, 6 veus parlades, cor mixt i orquestra (1820, en 3 actes: obertures als actes I i III, i 13 núm.; obertura a l'Acte I coneguda com a Obertura "Rosamunde", també utilitzada a D 797).
- D 647, Singspiel Die Zwillingsbrüder, per a soprano, tenor, 3 baixos, cor mixt i orquestra (1819, en un acte: obertura i 10 números).
- D 689, Oratori Lazarus, oder: die Feier der Auferstehung, per a 3 sopranos, 2 tenors, baix, cor mixt i orquestra (1820, en 3 actes; inacabat – existeixen 21 núm. de l'Acte I i 8 núm. de l'Acte II).
- D 701, Òpera Sakuntala, per a 14 sopranos, 3 contralts, 5 tenors, 9 baixos, cor mixt i orquestra (1820, també apareix com a "Sakontala" o "Sakuntala"; en 3 actes; inacabada. Existeixen esborranys d'11 núm. dels Actes I i II).
- D 723, Duet i Ària, per a Hérold Das Zauberglöckchen ['Nein, nein, nein, nein, das ist zu viel';'Der Tag entflieht, der Abend glüht'], per a 2 tenors, baix i orquestra (1821).
- D 732, Òpera Alfonso und Estrella, per a 2 sopranos, 2 tenors, baix, 2 barítons, cor mixt i orquestra (1821–1822, en 3 actes: Obertura i 34 números).
- D 787, Singspiel Die Verschworenen, a.k.a. Der häusliche Krieg, per a 4 o 5 sopranos, 2 contralts, 2 o 3 tenors, 2 baixos, cor mixt i orquestra (1823, en un acte: onze números).
- D 791, Òpera Rüdiger, per a 2 tenors, cor d'homes i orquestra (1823, existeixen esborranys de 2 números).
- D 796, Òpera Fierrabras, per a 3 sopranos, 3 tenors, 3 baixos, baríton, veu parlada, cor mixt i orquestra (1823, també apareix com a "Fierrabras"; en 3 actes: Obertura i 23 núm.; primer publicat com a Op. 76).
- D 797, Música per al Schauspiel Rosamunde, Fürstin von Zypern, per a contralt, cor mixt i orquestra (1823, Obertura i 9 núm.; primer publicat com a Op. 26).
- D 918, Òpera Der Graf von Gleichen, per a 4 sopranos, 2 tenors, 6 baixos, cor mixt i orquestra (1827, en 2 actes; inacabada; existeixen esborranys d'11 núm. de l'Acte I i 9 núm. de l'Acte II).
- D 981, Singspiel Der Minnesänger (data desconeguda, fragment; perduda).
- D 982, Òpera "?", per a 2 sopranos, tenor, baix i orquestra (1819–1821?, també apareix com a Sophie; títol i autor de text desconeguts; existeixen esborranys de 3 números).

## Sèrie III:Partsongs, cors i cantates (Mehrstimmige Gesänge)

### Partsongsamb acompanyament orquestral
- D 110, Cantata "Wer ist groß?" ['Wer ist wohl groß?'], per a baix, cor d'homes i orquestra (1814).
- D 294, Cantata "Namensfeier" ['Erhabner! Verehrter Freund der Jugend!'], per a soprano, tenor, baix, cor i orquestra, Namensfeier pell Franz Michael Vierthaler o Gratulations-Kantate (1815).
- D 451, Cantata "Prometheus" ['Hervor aus Buschen und Baumen'], per a soprano, baix, cor i orquestra (1816, perduda).
- Op. posth. 128 – D 472, Cantata "Kantate zu Ehren von Isef Spendou", per a 2 sopranos, tenor, baix, cor mixt i orquestra (1816, vegeu també D 470?).

I. Da liegt er, starr
II. Gottes Bild ist Fürst und Staat
III. Ein Punkt nur ist der Mensch
IV. die Sonne sticht
- D 714, Octet "Gesang der Geister über den Wassern" ['Des Menschen Seele gleicht dem Wasser'], per a 4 tenors, 4 baixos, 2 violes, 2 violoncels i contrabaix (1820–1821, 4 versions; 1a versió [anteriorment D 704], esborrany)
- Op. posth. 167 – D 714, Octet "Gesang der Geister über den Wassern" ['Des Menschen Seele gleicht dem Wasser'], per a 4 tenors, 4 baixos, 2 violes, 2 violoncels i contrabaix (1820–1821, 4 versions; 2a versió).
- Op. posth. 157 – D 748, Cantata "Am Geburtstage des Kàisers" ['Steig empor, umblüht von Segen'], per a soprano, contralt, tenor, baix, cor mixt i orquestra (1822).
- Op. posth. 139 – D 913, Quartet "Nachtgesang im Walde" ['Sei uns stets gegrüßt, o Nacht!'], per a 2 tenors, 2 baixos i 4 trompes (1827).
- D 954, Cantata "Glaube, Hoffnung und Liebe" ['Gott, laß die Glocke glücklich steigen']; versió per a 2 tenors, 2 baixos, cor mixt, 2 oboès, 2 clarinets, 2 fagots, 2 trompes i dos trombons (1828).

### Cicles de cançó que contenenpartsongs
- Op. 52, Sieben Gesänge aus Walter Scotts "Fräulein am See" (1825).

núm. 3 – D 835, Quartet "Bootgesang" ['Triumph, er naht'], per a 2 tenors, 2 baixos i piano (1825).
núm. 4 – D 836, Cor "Coronach (Totengesang der Frauen und Mädchen)" ['Er ist uns geschieden'] per cor de dones i piano, Totengesang der Frauen und Mädchen (1825).
- Op. 62 – D 877, Cicle de cançons Gesänge aus "Wilhelm Meister" (1826).

### Partsongs, per a cor mixt

#### Partsongsper a cor mixt i piano
- D 47, Cantata "Dithyrambe" ['Nimmer, das glaubt mir, erscheinen die Götter'], per a tenor, baix, cor mixt i piano (1813, 1a versió; fragment).
- D 126, Duet "Szene aus ‘Faust'" ['Wie anders, Gretchen, war dir és'], per a 2 veus i piano (1814, 1ª i 2ª versions; també possible com a Cantata per a veu, cor i piano; o com a Cantata per a 2 veus, cor i piano).
- D 168, "Nun laßt uns den Leib begraben" ['Begrabt den Leib in seiner Gruft'], per a cor mixt i piano, Begräbnislied (1815).
- D 168A, Cor "Jesús Christus unser Heiland, der den Tod überwand" ['Überwunden barret der Herr den Tod!'], per a cor mixt i piano, Osterlied [anteriorment D 987] (1815).
- Op. posth. 112 núm. 3 – D 232, Quartet "Hymne an den Unendlichen" ['Zwischen Himmel und Erd'], per a soprano, contralt, tenor, baix i piano (1815).
- D 236, Trio "Das Abendrot" ['Der Abend blüht, der Westen glüht!'], per a 2 sopranos, baix i piano (1815).
- D 249, Cantata "Die Schlacht" ['Schwer und dumpfig'], per a instruments/veus no especificades (1815, 1a versió; esborrany).
- D 352, Duet "Licht und Liebe" ['Liebe ist ein süßes Licht'], per a soprano, tenor i piano, Nachtgesang (1816?).
- D 387, Cantata "Die Schlacht" ['Schwer und dumpfig'], per a solistes no especificats, cor i piano (1816, 2a versió; esborrany).
- D 439, Quartet "An die Sonne" ['O Sonne, Königin der Welt'], per a soprano, contralt, tenor, baix i piano (1816).
- Op. 6 núm. 2 – D 542, Duet "Antigone und Oedip" ['Ihr hohen Himmlischen'], per a 2 veus i piano (1817).
- D 609, Quartet "Die Geselligkeit" ['Wer Lebenslust fühlet'], per a soprano, contralt, tenor, baix i piano, Lebenslust (1818, 2ª part del 1r vers, "im traulichen Kreise" era anteriorment D 665).
- D 642, Quartet "Viel tausend Sterne prangen" ['Viel tausend Sterne prangen'], per a soprano, contralt, tenor, baix i piano (1812?).
- Op. posth. 158 – D 666, Cantata "Kantate zum Geburtstag des Sängers Ihann Michael Vogl", per a soprano, tenor, baix i piano, Der Frühlingsmorgen (1819).

I. Sänger, der von Herzen singet
II. Diese Berge sah'n dich blühen
III. Da saht ihr Orestes scheiden
IV. Gott bewahr' dein teures Leben
- D 725, Duet "Linde Weste wehen", per a mezzo-soprano, tenor i piano (1821, fragment).
- Op. posth. 146 – D 763, Quartet "Schicksalslenker, blicke nieder", per a soprano, contralt, tenor, baix i piano, Des Tages Weihe (1822).
- Op. posth. 139 – D 815, Quartet "Gebet" ['Du Urquell aller Güte'], per a soprano, contralt, tenor, baix i piano (1824).
- D 826, Quartet "Der Tanz" ['Es redet und träumet die Jugend so viel'], per a soprano, contralt, tenor, baix i piano (1828).
- D 875A, Cor "Die Allmacht" ['Groß ist Jehova der Herr!'], per a cor mixt i piano (1826, 2a versió; esborrany).
- D 920, Cantata "Ständchen" ['Zögernd leise, in des Dunkels nächt'ger Hülle'], per a contralt, cor d'homes i piano, Notturno (1827, 1a versió).
- Op. posth. 104 – D 930, Trio "Der Hochzeitsbraten" ['Ach liebes Herz, ach Theobald, laß dir nur diesmal raten'], per a soprano, tenor, baix i piano (1827).
- D 936, Cantata "Kantate für Irene Kiesewetter" ['Al par del ruscelletto chiaro'], per a 2 tenors, 2 baixos, cor mixt i 2 pianos (1827, també apareix com a "Kantate zur Feier der Genesung der Irene Kiesewetter").
- Op. posth. 136 – D 942, Cantata "Mirjams Siegesgesang" ['Rührt die Zimbel, schlagt die Saiten'], per a soprano, cor mixt i piano (1828).

I. Rührt die Zimbel, schlagt die Saiten
II. Aus Ägypten vor dem Volke
III. Doch der Horizont erdunkelt
IV. S'ist der Herr in seinem Grimme
V. Tauchst du auf, Pharao?
VI. Tambor mit Zimbeln und mit Saiten
- D 954, Cantata "Glaube, Hoffnung und Liebe" ['Gott, laß die Glocke glücklich steigen']; versió per a 2 tenors, 2 baixos, cor mixt i piano (1828).
- Op. posth. 112 núm. 1 – D 985, Quartet "Gott im Ungewitter" ['Du Schrecklicher, wer kann vor dir und deinem Donner stehn?'], per a soprano, contralt, tenor, baix i piano (1815?).
- Op. posth. 112 núm. 2 – D 986, Quartet "Gott der Weltschöpfer" ['Zu Gott, zu Gott flieg auf'], per a soprano, contralt, tenor, baix i piano (1815?).
- D Anh. I,24, Cantata "Kantate auf den Vater" ['?'], per a piano i veus desconegudes (?) (1816, perduda).

#### Partsongsper a cor mixta cappella
- D 329A, Cànon "Das Grab" ['Das Grab ist tief und stille'], per a cor mixt (1815, 1a versió; esborrany)
- D 440, Cor "Chor der Engel" ['Christ ist erstanden'], per a cor mixt (1816).
- D 643A, Quartet "Das Grab" ['Das Grab ist tief und stille'], per a soprano, contralt, tenor i baix (1819, 5a versió).

### Partsongsnomés per a veu d'homes o veu de dones

#### Partsongsper a cor d'homes o cor de dones i piano
- D 169, Cor "Trinklied vor der Schlacht" ['Schlacht, du brichst an!'], per a doble cor a l'unison i piano (1815).
- D 170, Cantata "Schwertlied" ['Du Schwert un meiner Linken'], per a veu, cor a l'unison i piano (1815).
- D 183, Cantata "Trinklied" ['Ihr Freunde und du or'ner Wein'], per a veu, cor a l'unison i piano (1815).
- Op. posth. 111 núm. 1 – D 189, Cantata "An die Freude" ['Freude, schöner Götterfunken'], per a veu, cor a l'unison i piano (1815).
- D 330, Cor "Das Grab" ['Das Grab ist tief und stille'], per a cor a l'unison i piano (1815, 2a versió; també possible, per a cor i piano).
- D 442, Cor "Das große Halleluja" ['Ehre sei dem Hocherhabnen']; versió per a cor i piano (1816).
- D 443, Cor "Schlachtlied" ['Mit unserm Arm ist nichts getan']; versió per a cor i piano, Schlachtgesang (1816, 1a versió).
- D 521, Cor "Jagdlied" ['Trarah! Trarah! Wir kehren daheim']; versió per a cor a l'unison i piano (1817).
- D 542, Duet "Antigone und Oedip" ['Ihr hohen Himmlischen'], per a 2 veus i piano (1817, versió modificada amb canvis d'Ihann Michael Vogl).
- D 545, Duet "Der Jüngling und der Tod" ['Die Sonne sinkt, o könnt ich'], per a 2 veus i piano (1817, 1a versió).

#### Partsongsper a cor d'homes o donesa cappella
- D 61, Cànon "Ein jugendlicher Maienschwung" ['Ein jugendlicher Maienschwung'], per a 3 veus (1813).
- D 69, Cànon "Dreifach ist der Schritt der Zeit (Spruch des Konfuzius)" ['Dreifach ist der Schritt der Zeit'], per a 3 veus (1813, 2a versió).
- D 130, Cànon "Der Schnee Zerrinnt" ['Der Schnee zerrinnt, der Mai beginnt'], per a 3 veus (1815?, 1a versió).
- D 131, Cànon "Lacrimoso fill io" ['Lacrimoso fill io'], per a 3 veus (1815?, 1r i 2es versions; 2a versió titulada "Lacrimosa son io" ['Lacrimosa son io']).
- D 199, Duet "Mailied" ['Grüner wird die Au']; versió per a 2 veus (1815, 2a versió).
- D 202, Duet "Mailied" ['Der Schnee zerrinnt, der Mai beginnt']; versió per a 2 veus (1815; 2a versió D 130, amb un títol diferent).
- D 203, Duet "Der Morgenstern" ['Stern der Liebe, Glanzgebilde!']; versió per a 2 veus (1815, 2a versió).
- D 204, Duet "Jägerlied" ['Frisch auf, ihr Jäger']; versió per a 2 veus (1815).
- D 205, Duet "Lützows wilde Jagd" ['Era glänzt dort vom Walde im Sonnenschein?']; versió per a 2 veus (1815).
- D 244, Cànon "Willkommen, lieber schöner Mai" ['Willkommen, lieber schöner Mai'], per a 3 veus (1815?, versions 1ª i 2ª).
- D 253, Duet "Punschlied. Im Norden zu singen" ['Auf der Berge freien Höhen'], per a 2 veus (1815, 2a versió).
- D 357, Cànon "Gold'ner Schein" ['Gold'ner Schein, deckt den Hain'], per a 3 veus (1816).
- D 873, Cànon ["?"] ['?'] en la major per a 6 veus (1826?, esborrany sense text).
- D 988, Cànon "Liebe säuseln die Blätter" ['Liebe säuseln die Blätter'], per a 3 veus (1815?).
- D deest, "Canon a trè" ['?'] en si♭ major per a 3 veus (1816?, fragment).
- D deest, Trio "?" ['?'] en re major per a veus no especificades (data desconeguda, fragment sense text).

#### Partsongsper a cors d'homes i piano
- Op. 74 – D 37 Trio "Die Advokaten" ['Mein Herr, ich komm mich anzufragen'], per a 2 tenors, baix i piano (1812).
- D 75, Cantata "Trinklied" ['Freunde, sammelt euch im Kreise'], per a baix, cor d'homes i piano (1813).
- Op. posth. 134 – D 892, Cantata "Nachthelle" ['Die Nacht ist heiter'], per a tenor solista, 2 tenors, 2 baixos i piano (1826).
- D 140, Trio "Klage um Ali Bey" ['Laßt mich! Laßt mich! Ich klagen'], per a 2 tenors, baix i piano (1815, 1a versió).
- Op. posth. 131 – núm. 2 – D 148, Cantata "Trinklied" ['Brüder! unser Erdenwallen'], per a tenor, cor d'homes i piano (1815).
- Op. posth. 169 – D 984, Quartet "Der Wintertag" ['In schöner heller Winterzeit ward eine Maid geboren'], per a 2 tenors, 2 baixos i piano, Geburtstaglied (posterior a 1820, fragment; part de piano perduda).
- D 267, Quartet "Trinklied" ['Auf! Jeder sei nun froh und sorgenfrei!'], per a 2 tenors, 2 baixos i piano (1815).
- D 268, Quartet "Bergknappenlied" ['Hinab, ihr Brüder, in den Schacht!'], per a 2 tenors, 2 baixos i piano (1815).
- D 269, Trio "Das Leben" ['Das Leben ist ein Traum'], per a tenor, 2 baixos i piano (1815, 1a versió).
- D 277, Trio "Punschlied" ['Vier Elemente, inning gesellt'], per a 2 tenors, baix i piano (1815).
- D 356, Quartet "Trinklied" ['Funkelnd im Becher so helle, so hold'], per a 2 tenors, 2 baixos i piano (1816, fragment).
- Op. 16 núm. 2 – D 422, Quartet "Naturgenuß" ['Im Abendschimmer wallt der Quell'], per a 2 tenors, 2 baixos i piano (1822?, 2a versió).
- D 513, Quartet "La pastorella al prato" ['La pastorella al prato'], per a 2 tenors, 2 baixos i piano, La Pastorella (1817?, 1a versió)
- D 569, Cor "Das Grab" ['Das Grab ist tief und stille'], per a cor d'homes a l'unison i piano (1817, 4a versió).
- Op. 11 núm. 1 – D 598, Quartet "Das Dörfchen" ['Ich rühme mir mein Dörfchen hier'], per a 2 tenors, 2 baixos i piano (1817, 2a versió [anteriorment D 641]).
- D 705, Quartet "Gesang der Geister über den Wassern" ['Des Menschen Seele gleicht dem Wasser'], per a 2 tenors, 2 baixos i piano (1820, 3a versió; esborrany).
- D 710, Quartet "Im Gegenwärtigen Vergangenes" ['Ros und Lilie morgentaulich'], per a 2 tenors, 2 baixos i piano (1821?).
- Op. 11 núm. 2 – D 724, Quartet "Die Nachtigall" ['Bescheiden verborgen im buschigten Colla'], per a 2 tenors, 2 baixos i piano (1821 o anterior).
- Op. 16 núm. 1 – D 740, Quartet "Frühlingsgesang" ['Schmücket die Locken'], per a 2 tenors, 2 baixos i piano (1822, 2a versió).
- Op. 11 núm. 3 – D 747, Quartet "Geist der Liebe" ['Der Abend schleiert Flur und Hain'], per a 2 tenors, 2 baixos i piano (1822, 2a versió).
- Op. 28 – D 809, Quartet "Gondelfahrer" ['Es tanzen Mond und Sterne'], per a 2 tenors, 2 baixos i piano (1824, 2a versió).
- D 822, Cantata "Lied eines Kriegers" ['Des stolzen Männerlebens schönste Zeichen'], per a baix, cor d'homes a l'unison i piano (1824).
- D 865, Quartet "Widerspruch" ['Wenn ich durch Busch und Zweig'], per a 2 tenors, 2 baixos i piano (1828, 1a versió).
- Op. 102 – D 875, Quintet "Mondenschein" ['Des Mondes Zauberblume lacht'], per a 2 tenors, 3 baixos i piano (1826).
- Op. 81 núm. 3 – D 903, Cantata "Zur guten Nacht" ['Horch auf! Es schlägt die Stunde'], per a baríton, cor d'homes i piano (1827).

#### Partsongsper a cor d'homes i guitarra
- D 80, Trio "Zur Namensfeier meines Vaters" ['Ertöne, Leier, zur Festesfeier!'], per a 2 tenors, baix i guitarra (1813).

#### Partsongsper a cor d'homesa cappella
- D 38, Trio "Totengräberlied" ['Grabe, Spaten, grabe!'], per a 2 tenors i baix (1813?, 1a versió).
- D 43, Trio "Dreifach ist der Schritt der Zeit (Spruch des Konfuzius)" ['Dreifach ist der Schritt der Zeit'], per a 2 tenors i baix (1813, 1a versió).
- D 51, Trio "Unendliche Freude durchwallet das Herz" ['Unendliche Freude durchwallet das Herz'], per a 2 tenors i baix (1813, 1a versió).
- D 53, Trio "Vorüber die stöhnende Klage" ['Vorüber, vorüber die stöhnende Klage'], per a 2 tenors i baix (1813).
- D 54, Cànon "Unendliche Freude durchwallet das Herz" ['Unendliche Freude durchwallet das Herz'], per a 3 baixos (1813, 2a versió).
- D 55, Trio "Selig durch die Liebe" ['Selig durch die Liebe Götter'], per a 2 tenors i baix (1813).
- D 57, Trio "Hier strecket der wallende Pilger" ['Hier strecket der wallende Pilger'], per a 2 tenors i baix (1813).
- D 58, Trio "Dessen Fahne Donnerstürme wallte" ['Dessen Fahne Donnerstürme wallte'], per a 2 tenors i baix (1813).
- D 60, Trio "Hier umarmen sich getreue Gatten" ['Hier umarmen sich getreue Gatten'], per a 2 tenors i baix (1813).
- D 62, Trio "Thronend auf erhabnem Sitz" ['Thronend auf erhabnem Sitz'], per a 2 tenors i baix (1813).
- D 63, Trio "Wer die steile Sternenbahn" ['Wer die steile Sternenbahn'], per a 2 tenors i baix (1813).
- D 64, Trio "Majestät’sche Sonnenrosse" ['Majestät’sche Sonnenrosse'], per a 2 tenors i baix (1813).
- D 65, Cànon "Schmerz verzerret ihr Gesicht" ['Schmerz verzerret ihr Gesicht'], per a 2 tenors i baix (1813, esborrany).
- D 67, Trio "Frisch atmet des Morgens lebendiger Hauch" ['Frisch atmet des Morgens lebendiger Hauch'], per a 2 tenors i baix (1813).
- D 70, Trio "Dreifach ist der Schritt der Zeit (Spruch des Konfuzius)" ['Dreifach ist der Schritt der Zeit'], per a 2 tenors i baix (1813, 3a versió; fragment).
- D 71, Trio "Die zwei Tugendwege" ['Zwei sind der Wege'], per a 2 tenors i baix (1813).
- D 88, Cànon "Verschwunden sind die Schmerzen" ['Verschwunden sind die Schmerzen'], per a 2 tenors i baix (1813).
- D 129, Trio "Mailied" ['Grüner wird die Au und der Himmel'], per a 2 tenors i baix (1815?, 1a versió).
- D 147, Trio "Bardengesang" ['Rolle, du strömigter Carun'], per a 2 tenors i baix (1816?).
- D 242, Trio "Trinklied im Hivern" ['Das Glas gefüllt!'], per a 2 tenors i baix (1815, 1a versió; la D deest és la 2a versió, amb un títol diferent).
- D 243, Trio "Frühlingslied" ['Die Luft ist blau, das Tal ist grün'], per a 2 tenors i baix (1815, 1a versió).
- D 331, Quartet "Der Entfernten" ['Wohl denk' ich allenthalben'], per a 2 tenors i 2 baixos (ca. 1816, 1a versió; idèntica a una catalogada inicialment com a D 332).
- D 337, Quartet "Die Einsiedelei" ['Es rieselt klar und wehend ein Quell'], per a 2 tenors i 2 baixos (ca. 1816, 1a versió).
- D 338, Quartet "An den Frühling" ['Willkommen, schöner Jüngling!'], per a 2 tenors i 2 baixos (ca. 1816, 2a versió).
- D 364, Quartet "Fischerlied" ['Das Fischergewerbe gibt rüstigen Mut'], per a 2 tenors i 2 baixos (1816 o 1817?, 2a versió).
- D 377, Cor "Das Grab" ['Das Grab ist tief und stille'], cor d'homes i piano (1816, 3a versió).
- D 407, Cantata "Beitrag zur fünfzigjährigen Jubelfeier des Herrn von Salieri", per a 2 tenors, 2 baixos i piano (1816).

I. Quartet "Gütigster, Bester! Weisester Größter!", per a 2 tenors i 2 baixos (2 versions; 2a versió [anteriorment D 441], per a 2 tenors, baix i piano).
II. Ària "So Güt’ als Weisheit strömen mild", per a tenor i piano.
III. Cànon "Unser aller Großpapa, bleibe noch recht lange da", per a 3 veus.
- D 423, Trio "Andenken" ['Ich denke dein, wenn durch den Hain'], per a 2 tenors i baix (1816, 2a versió).
- D 424, Trio "Erinnerung" ['Am Seegestad, in lauen Vollmondnächten'], per a 2 tenors i baix (1816, 2a versió).
- D 425, Trio "Lebenslied" ['Kommen und scheiden, suchen und meiden'], per a 2 tenors i baix (1816, perduda; vegeu també D Anh. I,23)
- D 426, Trio "Trinklied (Herr Bacchus ist ein més braver Mann)" ['Herr Bacchus ist ein més braver Mann'], per a 2 tenors i baix (1816, perduda).
- D 427, Trio "Trinklied im Mai" ['Bekränzet die Tonnen'], per a 2 tenors i baix (1816).
- D 428, Trio "Widerhall" ['Auf ewig dein, wenn Berg und Meere trennen'], per a 2 tenors i baix (1816).
- D 494, Quintet "Der Geistertanz" ['Die bretterne Kammer der Toten erbebt'], per a 2 tenors i 3 baixos (1816, 4a versió).
- D 538, Quartet "Gesang der Geister über den Wassern" ['Des Menschen Seele gleicht dem Wasser'], per a 2 tenors i 2 baixos (1817, 2a versió).
- D 572, Quartet "Lied im Freien" ['Wie schön ist im Freien'], per a 2 tenors i 2 baixos (1817).
- D 598, Quartet "Das Dörfchen" ['Ich rühme mir mein Dörfchen hier'], per a 2 tenors i 2 baixos (1817, 1a versió; esborrany sense la part de piano).
- D 635, Quartet "Leise, leise laßt uns singen" ['Leise, leise laßt uns singen'], per a 2 tenors i 2 baixos, Ruhe (1819).
- D 656, Quintet "Sehnsucht" ['Nur wer die Sehnsucht kennt'], per a 2 tenors i 3 baixos (1819, 4a versió)
- D 657, Quartet "Ruhe, schönstes Glück der Erde" ['Ruhe, schönstes Glück der Erde'], per a 2 tenors i 2 baixos (1819).
- D 709, Quartet "Frühlingsgesang" ['Schmücket die Locken mit duftigen Kränzen'], per a 2 tenors i 2 baixos (anterior a 1822, 1a versió).
- D 778B, Quartet "Ich hab' in mich gesogen" ['Ich hab' in mich gesogen den Frühling treu und lieb'], per a 2 tenors i 2 baixos (1827?, esborrany).
- Op. 64 núm. 1 – D 825, Quartet "Wehmut" ['Die Abendglocke tönet'], per a 2 tenors i 2 baixos (pub. 1826).
- Op. 64 núm. 2 – D 825A, Quartet "Ewige Liebe" ['Ertönet, ihr Saiten, in nächtlicher Ruh'], per a 2 tenors i 2 baixos (pub. 1826).
- Op. 64 núm. 3 – D 825B, Quartet "Flucht" ['In der Freie ich leben'], per a 2 tenors i 2 baixos (pub. 1825).
- Op. posth. 155 – D 847, Quartet "Trinklied aus dem 16. Jahrhundert" ['Edit Nonna, edit Clerus'], per a 2 tenors i 2 baixos (1825).
- Op. posth. 156 – D 848, Quartet "Nachtmusik" ['Wir stimmen dir mit Flötensang'], per a 2 tenors i 2 baixos (1825).
- D 873A, Quartet "Nachklänge" ['?'], per a 2 tenors i 2 baixos (?) (1826?, esborrany sense text).
- D 893, Quartet "Grab und Mond" ['Silberblauer Mondenschein fällt herab'], per a 2 tenors i 2 baixos (1826).
- D 901, Quartet "Wein und Liebe" ['Liebchen und der Saft der Reben'], per a 2 tenors i 2 baixos (1827).
- Op. posth. 151 – D 912, Cor "Schlachtlied" ['Mit unserm Arm ist nichts getan'], per a doble cor d'homes (1827, 2a versió).
- D 914, Quartet "Frühlingslied" ['Geöffnet sind des Hiverns Riegel'], per a 2 tenors i 2 baixos (1827, 1a versió).
- D 916, Quartet "Das stille Lied" ['Schweige nur, süßer Mund'], per a 2 tenors i 2 baixos (1827, esborrany).
- Op. 17 núm. 1 – D 983, Quartet "Jünglingswonne" ['So lang im deutschen Eichentale'], per a 2 tenors i 2 baixos (pub. 1823).
- Op. 17 núm. 2 – D 983A, Quartet "Liebe" ['Liebe rauscht der Silberbach'], per a 2 tenors i 2 baixos (pub. 1823).
- Op. 17 núm. 3 – D 983B, Quartet "Zum Rundetanz" ['Auf! es dunkelt; silbern funkelt'], per a 2 tenors i 2 baixos (pub. 1823).
- Op. 17 núm. 4 – D 983C, Quartet "Die Nacht" ['Wie schön bist du, freundliche Stille'], per a 2 tenors i 2 baixos (pub. 1823).
- D Anh. I,18, Trio o Quartet "Lied beim Rundetanz" ['Auf, es dunkelt, silbern funkelt'], per a 2 tenors i baix o 2 tenors i 2 baixos [anteriorment D 132] (1815 o 1816, fragment).
- D Anh. I,19, Trio o Quartet "Lied im Freien" ['Wie schön ist im Freien'], per a 2 tenors i baix o 2 tenors i 2 baixos [anteriorment D 133] (1815 o 1816, fragment).
- D Anh. I,20, Trio o Quartet "Amors Macht" ['Wo Amors Flügel weben'], per a 2 tenors i baix o 2 tenors i 2 baixos [anteriorment D 339] (1815 o 1816, fragment).
- D Anh. I,21, Trio o Quartet "Badelied" ['Zur Elbe, zur Elbe, des Äthers Gewölbe'], per a 2 tenors i baix o 2 tenors i 2 baixos [anteriorment D 340] (1815 o 1816, fragment).
- D Anh. I,22, Trio o Quartet "Sylphen" ['Era unterm Monde gleicht uns Sylphen flink und leicht'], per a 2 tenors i baix o 2 tenors i 2 baixos [anteriorment D 341] (1815 o 1816, fragment)
- D Anh. I,23, Trio o Quartet "Lebenslied" ['Kommen und scheiden, suchen und meiden'], per a 2 tenors i baix o 2 tenors i 2 baixos (1815 o 1816, fragment; vegeu també D 425).

#### Partsongsper a cor de dones i piano
- D 140, Cor "Klage um Ali Bey" ['Laßt mich! Laßt mich! Ich klagen'], per a cor de dones i piano (1815, 1a versió).
- D 269, Trio "Das Leben" ['Das Leben ist ein Traum'], per a 2 sopranos, contralt i piano (1815, 2a versió).
- Op. posth. 133 – D 757, Quartet "Gott in der Natur" ['Groß ist der Herr!'], per a 2 sopranos, 2 contralts i piano (1822).
- Op. posth. 135 – D 920, Cantata "Ständchen" ['Zögernd leise, in des Dunkels nächt'ger Hülle'], per a contralt, cor de dones i piano, Notturno< [anteriorment D 921] (1827, 2a versió).

## Sèrie IV: Cançons per a veu sola (Lieder)

### Lieder amb acompanyament orquestral
- D 535, Cançó "Lied (Brüder, schrecklich brennt die Träne)" ['Brüder, schrecklich brennt die Träne'], per a soprano i petita orquestra (1817).

### Lieder amb acompanyament de conjunt de cambra

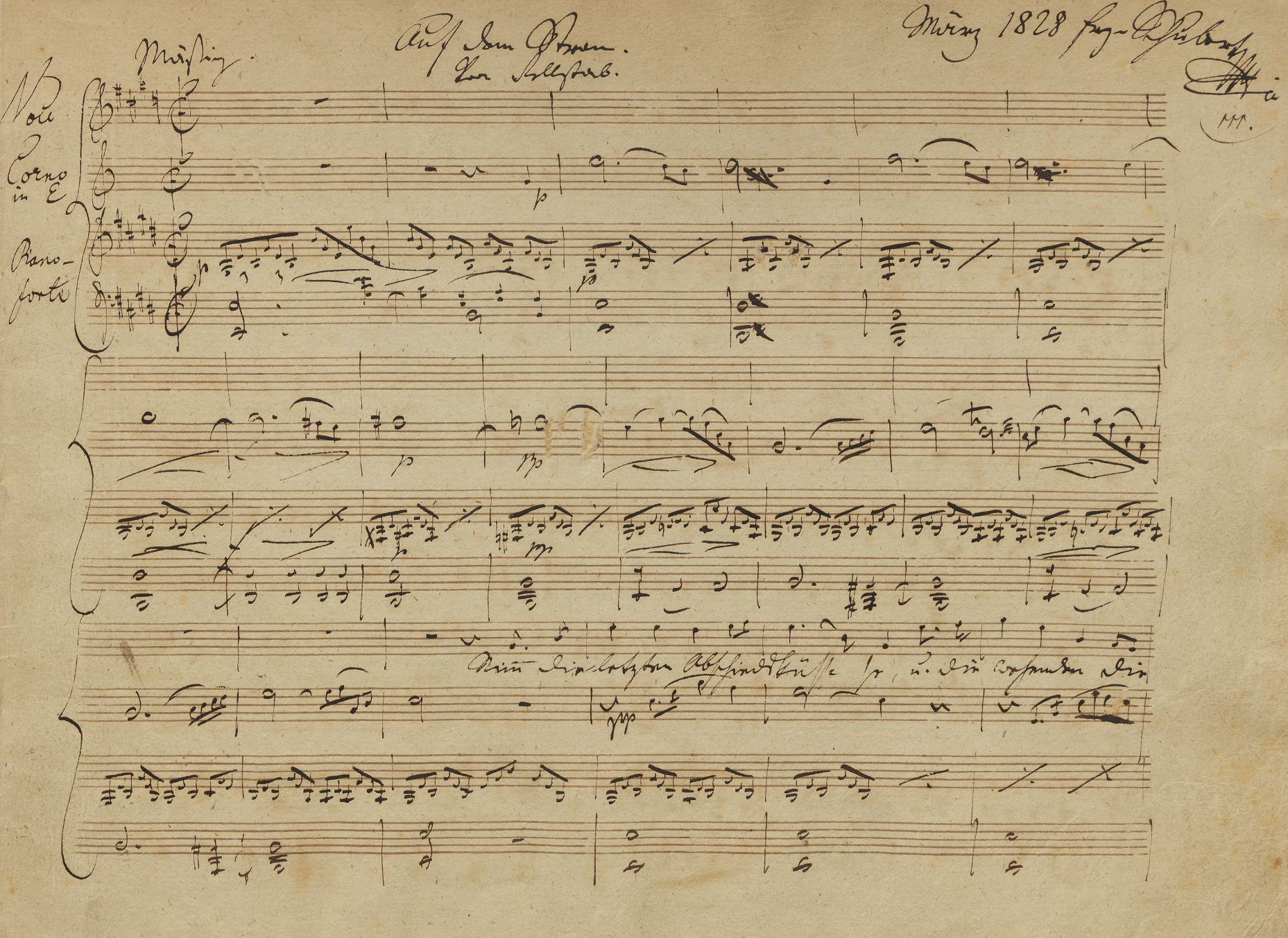
Primera pàgina del manuscrit Auf dem Strom, 1828

- D 81, Cançó "Auf den Sieg der Deutschen" ['Verschwunden sind die Schmerzen'], per a veu, 2 violins i violoncel (1813).
- D 83, Cançó "Zur Namensfeier des Herrn Andreas Siller" ['Des Phöbus Strahlen'], per a veu, violí i arpa (1813).
- Op. posth. 119 – D 943, Cançó "Auf dem Strom" ['Nimm die letzten Abschiedsküsse'], per a veu, trompa (o violoncel) i piano (1828).
- Op. posth. 129 – D 965, Cançó "Der Hirt auf dem Felsen" ['Wenn auf dem höchsten Fels ich steh'], per a veu, clarinet i piano (1828).

### Lieder amb acompanyament de piano

#### Cicles i col·leccions de cançons
- D 93, Cicle de cançons Don Gayseros, per a veu i piano (1815?).
- Op. 12 – D 478, Cicle de cançons Gesänge des Harfners aus "Wilhelm Meister", per a veu i piano (1822).
- D 688, Cicle de cançons Vier Canzonen, per a veu i piano (1820).
- Op. 25 – D 795, Cicle de cançons Die schöne Müllerin, per a veu i piano (1823).
- Op. 52, Sieben Gesänge aus Walter Scotts "Fräulein am See" (1825).

núm. 1 – D 837, Cançó "Ellens Gesang I" ['Raste, Krieger, Krieg ist aus'], per a veu i piano (1825).
núm. 2 – D 838, Cançó "Ellens Gesang II" ['Jäger, ruhe von der Jagd!'], per a veu i piano (1825).
núm. 5 – D 846, Cançó "Normans Gesang" ['Die Nacht bricht bald herein'], per a veu i piano (1825).
núm. 6 – D 839, Cançó "Ellens Gesang III (Hymne an die Jungfrau)" ['Ave Maria! Jungfrau mild'], per a veu i piano, Ave Maria o Hymne an die Jungfrau (1825).
Núm. 7 – D 843, Cançó "Lied des gefangenen Jägers" ['Mein Roß so müd'], per a veu i piano (1825).
- Op. posth. 124 – D 857, Dues cançons Zwei Szenen aus dem Schauspiel "Lacrimas", per a veu i piano (1825).
- Op. 95 – D 866, Cicle de cançons Vier Refrainlieder, per a veu i piano (1828?).
- Op. 62 – D 877, Cicle de cançons Gesänge aus "Wilhelm Meister" (1826).
- Op. 83 – D 902, Tres cançons "Drei Gesänge", per a baix i piano (1827).
- Op. 89 – D 911, Cicle de cançons Winterreise, per a veu i piano (1827).
- D 957, Cicle de cançons 13 Lieder nach Gedichten von Rellstab und Heine, per a veu i piano (1828, també apareix com Schwanengesang).

#### Lieder per a soprano i piano
- D 42, Ària "Misero pargoletto" ['Misero pargoletto'], per a soprano i piano (1813?, 1r arranj., 2 versions; ambdós fragments en un 2n arranjament).
- D 78, Ària "Fill fra l'onde" ['Sen fra l'onde in mezzo al mare'], per a soprano i piano (1813).
- D 510, Ària "Vedi quanto adoro" ['Vedi quanto adoro'], per a soprano i piano (1816, 4 versions; també apareix com a "Vedi quanto t'adoro").
- D 528, Arieta "La pastorella al prato" ['La pastorella al prato'], per a soprano i piano, La Pastorella (1817, 2a versió).
- D 990E, Ària "L'incanto degli occhi" ['Da voi, cari lumi'], per a soprano i piano (1816?, 1a versió; fragment)
- D 990F, Ària "Ombre amene" ['Ombre amene'], per a soprano i piano, La serenata (1816?, fragment; al principi, al catàleg Deutsch apareix llistat incorrectament com una versió primerenca de la cançó "Il traditor deluso").

#### Lieder per a baix i piano
- D 1A, Cançó "Gesang in c" ['?'], per a baix i piano (anterior a 1810, fragment sense text).
- D 44, Cançó "Totengräberlied" ['Grabe, Spaten, grabe!'], per a baix i piano (1813, 2a versió).
- D 52, Cançó "Sehnsucht" ['Ach, aus dieses Tales Gründen'], per a baix i piano (1813, 1a versió).
- D 76, Ària "Pensa, che questo istante" ['Pensa, che questo istante'], per a baix i piano (1813, 2 versions).
- D 77, Cançó "Der Taucher" ['Wer wegt es, Rittersmann oder Knapp'], per a baix i piano (1813–1815, 2 versions; 2a versió abans era D 111).
- D 104, Cançó "Die Befreier Europas in Paris" ['Sie sind in Paris!'], per a baix i piano (1814, 3 versions).
- D 518, Cançó "An den Tod" ['Tod, du Schrecken der Natur'], per a baix i piano (1816 o 1817).
- D 524, Cançó "Der Alpenjäger" ['Auf hohen Bergesrücken'], per a baix i piano (1817, 2a versió).
- D 525, Cançó "Wie Ulfru fischt" ['Der Angel zuckt, die Rute bebt'], per a baix i piano (1817, 1a versió)
- Op. 21 núm. 3 – D 525, Cançó "Wie Ulfru fischt" ['Der Angel zuckt, die Rute bebt'], per a baix i piano (1817, 2a versió).
- D 526, Cançó "Fahrt zum Hades" ['Der Nachen dröhnt'], per a baix i piano (1817).
- D 536, Cançó "Der Schiffer" ['Im winde, im Sturme befahr' ich den Gripß'], per a baix i piano (1817?, 1a versió).
- Op. 21 núm. 2 – D 536, Cançó "Der Schiffer" ['Im winde, im Sturme'], per a baix i piano (1817?, 2a versió).
- Op. 21 núm. 1 – D 553, Cançó "Auf der Donau" ['Auf der Wellen Spiegel'], per a baix i piano (1817).
- D 565, Cançó "Der Strom" ['Mein Leben wälzt sich murrend fort'], per a baix i piano (1817?).
- Op. posth. 110 – D 594, Cançó "Der Kampf" ['Nein, länger werd' ich diesen Kampf nicht kämpfen'], per a baix i piano (1817).
- Op. posth. 173 núm. 6 – D 627, Cançó "Das Abendrot" ['Du heilig, glühend Abendrot!'], per a baix i piano (1818).
- D 674, Cançó "Prometheus" ['Bedecke deinen Himmel, Zeus'], per a baix i piano (1819).
- D 716, Cançó "Grenzen der Menschheit" ['Wenn der uralte heilige Vater'], per a baix i piano (1821).
- D 721, Cançó "Mahomets Gesang" ['Seht den Felsenquell'], per a baix i piano (1821, 2a versió; fragment).
- Op. 23 núm. 2 – D 743, Cançó "Selige Welt" ['Ich treibe auf des Lebens Meer'], per a baix i piano (1822?).
- D 754, Cançó "Heliopolis II" ['Fels auf Felsen hingewälzet'], per a baix i piano, Aus Heliopolis II (1822).
- D 778, Cançó "Griesengesang" ['Der Frost hat mir bereifet], per a baix i piano (1823, 2 versions)
- Op. 60 núm. 1 – D 778, Cançó "Greisengesang" ['Der Frost hat mir bereifet], per a baix i piano (1823, 3a versió).
- D 778A, Cançó "Die Wallfahrt" ['Meine Tränen im Bußgewand'], per a baix i piano (1823?).
- D 785, Cançó "Der zürnende Barde" ['Wer wagt’s, wer wagt’s], per a baix i piano (1823).
- D 801, Cançó "Dithyrambe" ['Nimmer, das glaub mir, erscheinen die Götter'], per a baix i piano (pub. 1826, 2n arranj.; 1a versió).
- Op. 60 núm. 2 – D 801, Cançó "Dithyrambe" ['Nimmer, das glaub mir, erscheinen die Götter'], per a baix i piano (pub. 1826, 2n arranj.; 2a versió)
- D 805, Cançó "Der Sieg" ['O unbewölktes Leben'], per a baix i piano (1824).

#### Lieder per a qualsevol veu i piano
- D 5, Cançó "Hagars Klage" ['Hier am Hügel heißen Sandes'], per a veu i piano (1811).
- D 6, Cançó "Des Mädchens Klage" ['Der Eichwald brauset'], per a veu i piano (1811 o 1812, 1a versió).
- D 7, Cançó "Leichenfantasie" ['Mit erstorbnem Scheinen'], per a veu i piano (1811).
- D 10, Cançó "Der Vatermörder" ['Ein Vater starb von des Sohnes Hand'], per a veu i piano (1811).
- D 15, Cançó "Der Geistertanz" ['Die bretterne Kammer der Toten erbebt'], per a veu i piano (ca. 1812, 1a versió; fragment).
- D D 15A, Cançó "er Geistertanz" ['Die bretterne Kammer der Toten erbebt'], per a veu i piano [anteriorment D 15] (ca. 1812, 2a versió; fragment)
- Op. posth. 131 núm. 3 – D 23, Cançó "Klaglied" ['Meine Ruh' ist dahin'], per a veu i piano (1812).
- D 30, Cançó "Der Jüngling am Bache" ['An der Quelle saß der Knabe'], per a veu i piano (1812, 1a versió).
- D 39, Cançó "Lebenstraum" ['Ich saß un einer Tempelhalle'], per a veu i piano (1810?, esborrany; també apareix com a "Ich saß un einer Tempelhalle").
- D 50, Cançó "Die Schatten" ['Freunde, deren Grüfte sich schon bemoosten!'], per a veu i piano (1813).
- D 59, Cançó "Verklärung" ['Lebensfunke, vom Himmel erglüht'], per a veu i piano (1813).
- D 73, Cançó "Thekla (eine Geisterstimme)" ['Wo ich sei, und wo mich hingewendet'], per a veu i piano (1813, 1a versió).
- D 95, Cançó "Adelaide" ['Einsam wandelt dein Freund'], per a veu i piano (1814).
- D 97, Cançó "Trost. An Elisa" ['Lehnst du deine bleichgehärmte Wange'], per a veu i piano (1814).
- D 98, Cançó "Erinnerung" ['Am Seegestad, in lauen Vollmondnächten'], per a veu i piano (1814, 1r arranj.; 2 versions; 1a versió, és un fragment).
- D 99, Cançó "Andenken" ['Ich denke dein, wenn durch den Hain'], per a veu i piano (1814, 1a versió).
- D 100, Cançó "Geisternähe" ['Der Dämm'rung Schein durchblinkt den Hain'], per a veu i piano (1814).
- D 101, Cançó "Erinnerung" ['Kein Rosenschimmer leuchtet'], per a veu i piano, Todtenopfer (1814).
- D 102, Cançó "Die Betende" ['Laura betet!'], per a veu i piano (1814).
- D 107, Cançó "Lied aus der Ferne" ['Wenn in des Abends letztem Scheine'], per a veu i piano (1814, 1ª i 2a versió).
- D 108, Cançó "Der Abend" ['Purpur die de malt Tannenhügel'], per a veu i piano (1814).
- D 109, Cançó "Lied der Liebe" ['Durch Fichten am Hügel'], per a veu i piano (1814).
- D 113, Cançó "An Emma" ['Weit in nebelgrauer Ferne'], per a veu i piano (1814; 1ª i 2a versió, i una 3a versió modificada).
- Op. 58 núm. 2 – D 113, Cançó "An Emma" ['Weit in nebelgrauer Ferne'], per a veu i piano (1814, 3a versió).
- D 114, Cançó "Romanze" ['Ein Fräulein klagt' im finstern Turm'], per a veu i piano (1814; 1ª i 2a versió, a més d'una variant de la 1a versió).
- D 115, Cançó "An Laura, als sie Klopstocks Auferstehungslied sang" ['Herzen, die gen Himmel sich erheben'], per a veu i piano (1814).
- D 116, Cançó "Der Geistertanz" ['Die bretterne Kammer der Toten erbebt'], per a veu i piano (1814, 3a versió).
- D 117, Cançó "Das Mädchen aus der Fremde" ['En einem Tal bei armen Hirten'], per a veu i piano (1814, 1a versió).
- Op. 2 – D 118, Cançó "Gretchen am Spinnrade" ['Meine Ruh' ist hin, mein Herz ist schwer'], per a veu i piano (1814).
- D 119, Cançó "Nachtgesang" ['O! gieb, vom weichen Pfühle'], per a veu i piano (1814).
- D 120, Cançó "Trost in Tränen" ['Wie kommt’s, daß du so traurig bist'], per a veu i piano (1814).
- Op. 3 núm. 1 – D 121, Cançó "Schäfers Klagelied" ['Da droben auf jenem Berge'], per a veu i piano (1814, 1a versió).
- D 121, Cançó "Schäfers Klagelied" ['Da droben auf jenem Berge'], per a veu i piano (1814, 2a versió).
- D 122, Cançó "Ammenlied" ['Am hohen, hohen Turm'], per a veu i piano (1814).
- D 123, Cançó "Sehnsucht" ['Was zieht mir das Herz so?'], per a veu i piano (1814).
- D 124, Cançó "Am See" ['Sitz' ich im Gras am glatten See'], per a veu i piano (1814, 1ª i 2a versió; la 1a versió és un fragment).
- D 126, Cançó "Szene aus ‘Faust'" ['Wie anders, Gretchen, war dir’s], per a veu i piano (1814, 1ª i 2a versió).
- Op. posth. 126 – D 134, Cançó "Ballade" ['Ein Fräulein schaut vom hohen Turm'], per a veu i piano (1815?).
- Op. 5 núm. 1 – D 138, Cançó "Rastlose Liebe" ['Dem Schnee, dem Regen, dem Vent entgegen'], per a veu i piano (1815, 1a versió).
- D 138, Cançó "Rastlose Liebe" ['Dem Schnee, dem Regen, dem Vent entgegen'], per a veu i piano (1815, 2a versió).
- Op. posth. 131 núm. 1 – D 141, Cançó "Der Mondabend" ['Rhein und freundlich lacht der Himmel'], per a veu i piano (1815).
- D 142, Cançó "Geistes-Gruß" ['Hoch auf dem alten Turme'], per a veu i piano (1815 o 1816; 5 versions).
- Op. 92 núm. 3 – D 142, Cançó "Geistes-Gruß" ['Hoch auf dem alten Turme'], per a veu i piano (1815 o 1816, 6ª versió).
- Op. posth. 109 núm. 2 – D 143, Cançó "Genügsamkeit" ['Dort raget ein Berg aus den Wolken her'], per a veu i piano (1815).
- D 144, Cançó "Romanze" ['En der Väter Hallen ruhte'], per a veu i piano (1816, esborrany).
- D 149, Cançó "Der Sänger" ['Era hör' ich draußen vor dem Tor'], per a veu i piano (1815, 1a versió).
- Op. posth. 117 – D 149, Cançó "Der Sänger" ['Era hör' ich draußen vor dem Tor'], per a veu i piano (1815, 2a versió)
- D 150, Cançó "Lodas Gespenst" ['Der bleiche, kalte Mond erhob sich in Osten'], per a veu i piano (1816).
- D 151, Cançó "Auf einen Kirchhof" ['Sei gegrüßt, geweihte Stille'], per a veu i piano (1815).
- D 152, Cançó "Minona" ['Wie treiben die Wolden so finster und schwer'], per a veu i piano (1815).
- D 153, Cançó "Als ich sie erröten sah" ['Tot' mein Wirken, tot' mein Leben'], per a veu i piano (1815).
- Op. posth. 165 núm. 3 – D 155, Cançó "Das Bild" ['Ein Mädchen ist’s'], per a veu i piano (1815).
- D 159, Cançó "Die Erwartung" ['Hör' ich das Pförtchen nicht gehen?'], per a veu i piano (1816, 1a versió).
- Op. posth. 116 – D 159, Cançó "Die Erwartung" ['Hör' ich das Pförtchen nicht gehen?'], per a veu i piano (1816, 2a versió).
- D 160, Cançó "Am Flusse" ['Verfließet, vielgeliebte Lieder'], per a veu i piano (1815, 1r arranjament).
- D 161, Cançó "An Mignon" ['Über Tal und Gripß getragen'], per a veu i piano (1815, 1a versió).
- Op. 19 núm. 2 – D 161, Cançó "An Mignon" ['Über Tal und Gripß getragen'], per a veu i piano (1815, 2a versió).
- D 162, Cançó "Nähe des Geliebten" ['Ich denke dein, wenn mir der Sonne Schimmer'], per a veu i piano (1815, 1a versió).
- Op. 5 núm. 2 – D 162, Cançó "Nähe des Geliebten" ['Ich denke dein, wenn mir der Sonne Schimmer'], per a veu i piano (1815, 2a versió).
- D 163, Cançó "Sängers Morgenlied" ['Süßes Licht! aus goldenen Pforten'], per a veu i piano (1815, 1r arranjament).
- D 164, Cançó "Liebesrausch" ['Glanz des Guten und des Schönen strahlt mir dein hohes Bild'], per a veu i piano (1815, 1r arranjament; fragment).
- D 165, Cançó "Sängers Morgenlied" ['Süßes Licht! aus goldenen Pforten'], per a veu i piano (1815, 2n arranjament).
- D 166, Cançó "Amphiaraos" ['Vor Thebens siebenfach gähnenden Toren'], per a veu i piano (1815).
- D 171, Cançó "Gebet während der Schlacht" ['Vater, ich rufe dich!'], per a veu i piano (1815, 2 versions).
- D 172, Cançó "Der Morgenstern" ['Stern der Liebe, Glanzgebilde!'], per a veu i piano (1815, 1r arranj.; esborrany).
- D 174, Cançó "Das war ich" ['Jüngst träumte mir'], per a veu i piano (1815, 1ª i 2a versió; 2a versió, un esborrany).
- D 176, Cançó "Die Sterne" ['Was funkelt ihr so mild mich an'], per a veu i piano (1815).
- Op. posth. 173 núm. 3 – D 177, Cançó "Vergebliche Liebe" ['Ja, ich weiß es, diese treue Liebe'], per a veu i piano (1815).
- D 177A, Cançó "Am ersten Mai" ['Ich ging mit ihr im Freien'], per a veu i piano (anterior a 1821, perduda).
- D 179, Cançó "Liebesrausch" ['Dir, Mädchen, schlägt mit leisem Beben'], per a veu i piano (1815, 2n arranjament).
- D 180, Cançó "Sehnsucht der Liebe" ['Wie die Nacht mit heil'gem Beben'], per a veu i piano (1815).
- D 182, Cançó "Die erste Liebe" ['Die erste Liebe füllt das Herz'], per a veu i piano (1815).
- D 186, Cançó "Die Sterbende" ['Heil! Mor ist die letzte Zähre'], per a veu i piano (1815).
- D 187, Cançó "Stimme der Liebe" ['Abendgewölke schweben hell'], per a veu i piano (1815, 1r arranjament).
- D 188, Cançó "Naturgenuß" ['Im Abendschimmer wallt der Quell'], per a veu i piano (1815, 1r arranjament).
- D 190, Singspiel "Der vierjährige Posten" (1815).

5. Ària: Gott! Gott! höre meine Stimme (versió per a veu i piano).
- D 191, Cançó "Des Mädchens Klage" ['Der Eichwald braust'], per a veu i piano (1815, 2n arranj.; 1a versió)
- Op. 58 núm. 3 – D 191, Cançó "Des Mädchens Klage" ['Der Eichwald braust'], per a veu i piano (1815, 2n arranj.; 2a versió).
- D 192, Cançó "Der Jüngling am Bache" ['An der Quelle saß der Knabe'], per a veu i piano (1815, 2n arranjament).
- D 193, Cançó "An den Mond" ['Geuß, lieber Mond, geuß deine Silberflimmer'], per a veu i piano (1815, 1a versió).
- Op. 57 núm. 3 – D 193, Cançó "An den Mond" ['Geuß, lieber Mond, geuß deine Silberflimmer'], per a veu i piano (1815, 2a versió).
- D 194, Cançó "Die Mainacht" ['Wann der silberne Mond'], per a veu i piano (1815).
- Op. posth. 173 núm. 1 – D 195, Cançó "Amalia" ['Schön wie Engel voll Walhallas Wonne'], per a veu i piano (1815).
- Op. posth. 172 núm. 3 – D 196, Cançó "An die Nachtigall" ['Geuß nicht so laut der liebentflammten Lieder'], per a veu i piano (1815).
- D 197, Cançó "An die Apfelbäume, wo ich Julien erblickte" ['Ein heilig Säuseln und ein Gesangeston'], per a veu i piano (1815).
- D 198, Cançó "Seufzer" ['Die Nachtigall singt überall'], per a veu i piano (1815).
- D 201, Cançó "Auf den Tod einer Nachtigall" ['Sie ist dahin, die Maienlieder tönte'], per a veu i piano (1815, 1r arranj.; esborrany).
- D 204A, Cançó "Das Traumbild" ['?'], per a veu i piano (1815, lost)
- D 206, Cançó "Liebeständelei" ['Süßes Liebchen, komm zu mir!'], per a veu i piano (1815).
- D 207, Cançó "Der Liebende" ['Beglückt, beglückt, wer dich erblickt'], per a veu i piano (1815).
- D 208, Cançó "Die Nonne" ['Es liebt’ in Welschland irgendwo'], per a veu i piano (1815, 1ª i 2a versió; 1a versió és un fragment; 2a versió és la D 212).
- Op. 38 – D 209, Cançó "Der Liedler" ['Gib, Schwester, mir die Harf herab'], per a veu i piano (1815).
- D 210, Cançó "Die Liebe" ['Freudvoll und leidvoll, gedankenvoll sein'], per a veu i piano, Klärchens Lied (1815).
- D 211, Cançó "Adelwold und Emma" ['Hoch, und ehern schier von Dieer'], per a veu i piano (1815).
- Op. posth. 172 núm. 1 – D 213, Cançó "Der Traum" ['Mir träumt’ ich war ein Vögelein'], per a veu i piano (1815).
- Op. posth. 172 núm. 2 – D 214, Cançó "Die Laube" ['Nimmer werd' ich, nimmer dein vergessen'], per a veu i piano (1815).
- D 215, Cançó "Jägers Abendlied" ['Im Felde schleich’ ich still und wild'], per a veu i piano (1815, 1r arranjament).
- D 215A, Cançó "Meeres Stille" ['Tiefe Stille herrscht im Wasser'], per a veu i piano (1815, 1r arranjament).
- Op. 3 núm. 2 – D 216, Cançó "Meeres Stille" ['Tiefe Stille herrscht im Wasser'], per a veu i piano (1815, 2ª arranjament).
- D 217, Cançó "Kolmas Klage" ['Rund um mich Nacht'], per a veu i piano (1815).
- D 218, Cançó "Grablied" ['Er fiel den Tod fürs Vaterland'], per a veu i piano (1815).
- D 219, Cançó "Das Finden" ['Ich hab’ ein Mädchen funden'], per a veu i piano (1815).
- Op. posth. 118 núm. 2 D 221, Cançó "Der Abend" ['Der Abend blüht'], per a veu i piano (1815).
- D 222, Cançó "Lieb Minna" ['Schwüler Hauch weht mir herüber'], per a veu i piano (1815, també apareix com a "Lieb Minna. Romanze").
- Op. 4 núm. 3 – D 224, Cançó "Wandrers Nachtlied" ['Der du von dem Himmel bist'], per a veu i piano (1815).
- D 225, Cançó "Der Fischer" ['Das Wasser rauscht’, das Wasser schwoll'], per a veu i piano (1815, 1a versió i 2a versió modificada amb canvis de Ihann Michael Vogl).
- Op. 5 núm. 3 – D 225, Cançó "Der Fischer" ['Das Wasser rauscht’, das Wasser schwoll'], per a veu i piano (1815, 2a versió).
- Op. 5 núm. 4 – D 226, Cançó "Erster Verlust" ['Ach, wer bringt die schönen Tage'], per a veu i piano (1815).
- D 227, Cançó "Idens Nachtgesang" ['Vernimm es, Nacht'], per a veu i piano (1815).
- D 228, Cançó "Von Ida" ['Der Morgen blüht, der Osten glüht'], per a veu i piano (1815).
- Op. 108 núm. 3 – D 229, Cançó "Die Erscheinung" ['Ich lag auf grünen Matten'], per a veu i piano (1815).
- Op. posth. 165 núm. 4 – D 230, Cançó "Die Täuschung" ['Im Erlenbusch, im Tannerhain'], per a veu i piano (1815).
- Op. posth. 172 núm. 4 – D 231, Cançó "Das Sehnen" ['Wehmut, die mich hüllt'], per a veu i piano (1815).
- Op. posth. 118 núm. 1 D 233, Cançó "Geist der Liebe" ['Wer bist du, Geist der Liebe'], per a veu i piano (1815).
- Op. posth. 118 núm. 3 D 234, Cançó "Tischlied" ['Mich ergreift, ich weiß nicht wie, himmlisches Behagen'], per a veu i piano (1815).
- D 235, Cançó "Abends unter der Linde" ['Woher, o namenloses Sehnen'], per a veu i piano (1815, 1r arranjament).
- D 237, Cançó "Abends unter der Linde" ['Woher, o namenloses Sehnen'], per a veu i piano (1815, 2n arranj.; 2 versions).
- D 238, Cançó "Die Mondnacht" ['Siehe, wie die Mondesstrahlen'], per a veu i piano (1815).
- D 240, Cançó "Huldigung" ['Ganz verloren, ganz versunken in dein Anschaun'], per a veu i piano (1815).
- D 241, Cançó "Alles um Liebe" ['Was ist es, das die Seele füllt?'], per a veu i piano (1815).
- D 246, Cançó "Die Bürgschaft" ['Zu Dionys, dem Tyrannen'], per a veu i piano (1815).
- Op. posth. 118 núm. 6 D 247, Cançó "Die Spinnerin" ['Als ich still und ruhig spann'], per a veu i piano (1815).
- Op. posth. 118 núm. 4 D 248, Cançó "Lob des Tokayers" ['O köstlicher Tokayer, o königlicher Wein'], per a veu i piano (1815).
- D 250, Cançó "Das Geheimnis" ['Sie konnte mir kein Wörtchen sagen'], per a veu i piano (1815, 1r arranjament).
- D 251, Cançó "Hoffnung" ['Es reden und träumen die Menschen viel'], per a veu i piano (1815, 1r arranjament).
- D 252, Cançó "Das Mädchen aus der Fremde" ['In einem Tal bei armen Hirten'], per a veu i piano (1815, 2n arranjament).
- D 253, Cançó "Punschlied. Im Norden zu singen" ['Auf der Berge freien Höhen'], per a veu i piano (1815, 1a versió).
- D 254, Cançó "Der Gott und die Bajadere" ['Mahadöh, der Herr der Erde'], per a veu i piano (1815, també apareix com a "Der Gott und die Bajadere. Indische Legende").
- D 255, Cançó "Der Rattenfänger" ['Ich bin der wohlbekannte Sänger'], per a veu i piano (1815).
- D 256, Cançó "Der Schatzgräber" ['Arm am Beutel, krank am Herzen'], per a veu i piano (1815).
- Op. 3 núm. 3 – D 257, Cançó "Heidenröslein" ['Sah ein Knab’ ein Röslein stehn'], per a veu i piano (1815).
- D 258, Cançó "Bundeslied" ['In allen guten Stunden'], per a veu i piano (1815).
- D 259, Cançó "An den Mond" ['Fullest wieder Busch und Tal'], per a veu i piano (1815, 1r arranjament).
- Op. posth. 115 núm. 2 – D 260, Cançó "Wonne der Wehmut" ['Trocknet nicht, trocknet nicht, Tränen der ewigen Liebe'], per a veu i piano (1815).
- D 261, Cançó "Wer kauft Liebesgötter?" ['Von allen schönen Waren'], per a veu i piano (1815, 2 versions).
- D 262, Cançó "Die Fröhlichkeit" ['Wess' Adern leichtes Blut durchspringt'], per a veu i piano (1815).
- D 263, Cançó "Cora an die Sonne" ['Nach so vielen trüben Tagen'], per a veu i piano (1815).
- D 264, Cançó "Der Morgenkuß" ['Durch eine ganze Nacht sich nah zu sein'], per a veu i piano (1815, 1ª i 2a versió).
- D 265, Cançó "Abendständchen. An Lina" ['Sei sanft wie ihre Seele'], per a veu i piano (1815).
- D 266, Cançó "Morgenlied" ['Willkommen, rotes Morgenlicht!'], per a veu i piano (1815).
- Op. posth. 118 núm. 5 D 270, Cançó "An die Sonne" ['Sinke, liebe Sonne'], per a veu i piano (1815).
- D 271, Cançó "Der Weiberfreund" ['Noch fand von Evens Töchterscharen ich keine'], per a veu i piano (1815).
- D 272, Cançó "An die Sonne" ['Königliche Morgensonne'], per a veu i piano (1815).
- D 273, Cançó "Lilla an die Morgenröte" ['Wie schön bist du, du güldne Morgenröte'], per a veu i piano (1815).
- D 274, Cançó "Tischlerlied" ['Mein Handwerk geht durch alle Welt'], per a veu i piano (1815, 1ª i 2a versió).
- D 275, Cançó "Totenkranz für ein Kind" ['Sanft wehn, im Hauch der Abendluft'], per a veu i piano (1815).
- D 276, Cançó "Abendlied" ['Groß und rotenflammet'], per a veu i piano (1815).
- D 278, Cançó "Ossians Lied nach dem Falle Nathos" ['Beugt euch aus euren Wolken nieder'], per a veu i piano (1815; 1ª, 2ª i 3a versió; 1a versió és un fragment).
- D 280, Cançó "Das Rosenband" ['Im Frühlingsgarten fand ich sie'], per a veu i piano (1815).
- D 281, Cançó "Das Mädchen von Inistore" ['Mädchen Inistores, wein auf dem Felsen'], per a veu i piano (1815, 1ª i 2a versió).
- D 282, Cançó "Cronnan" ['Ich sitz’ bei der moosigten Quelle'], per a veu i piano (1815, 1ª i 2a versió).
- Op. posth. 172 núm. 5 – D 283, Cançó "An den Frühling" ['Willkommen, schöner Jüngling!'], per a veu i piano (1815, 1r arranjament).
- D 284, Cançó "Lied (Es ist so angenehm)" ['Es ist so angenehm, so süß'], per a veu i piano (1815).
- D 285, Cançó "Furcht der Geliebten/An Cidli" ['Cidli, du weinest'], per a veu i piano (1815, 1ª i 2a versió).
- D 286, Cançó "Selma und Selmar" ['Weine du nicht'], per a veu i piano (1815, 1ª i 2a versió).
- D 287, Cançó "Vaterlandslied" ['Ich bin ein deutsches Mädchen'], per a veu i piano (1815, 1ª i 2a versió)
- D 288, Cançó "An Sie" ['Zeit, Verkündigerin der besten Freuden'], per a veu i piano (1815).
- D 289, Cançó "Die Sommernacht" ['Wenn der Schimmer von dem Monde'], per a veu i piano (1815, 1ª i 2a versió).
- D 290, Cançó "Die frühen Gräber" ['Willkommen, o silberner Mond'], per a veu i piano (1815).
- D 291, Cançó "Dem Unendlichen" ['Wie erhebt sich das Herz'], per a veu i piano (1815, 1ª, 2ª i 3a versió).
- D 293, Cançó "Shilric und Vinvela" ['Mein Geliebter ist ein Sohn des Hügels'], per a veu i piano (1815, 1ª i 2a versió).
- D 295, Cançó "Hoffnung" ['Schaff, das Tagwerk meiner Hände'], per a veu i piano (1815 o 1816?, 1ª i 2a versió).
- D 296, Cançó "An den Mond" ['Füllest wieder Busch und Tal'], per a veu i piano (1815 o 1816?, 2n arranjament).
- D 297, Cançó "Augenlied" ['Süße Augen, klare Bronnen!'], per a veu i piano (1817?, 1ª i 2a versió, i una 2a versió modificada).
- D 298, Cançó "Liane" ['Hast du Lianen nicht gesehen?'], per a veu i piano (1815).
- D 300, Cançó "Der Jüngling an der Quelle" ['Leise, rieselnder Quell'], per a veu i piano (1816 o 1817).
- D 301, Cançó "Lambertine" ['O Liebe, die mein Herz erfüllet'], per a veu i piano (1815).
- D 302, Cançó "Labetrank der Liebe" ['Wenn im Spiele leiser Töne'], per a veu i piano (1815).
- D 303, Cançó "An die Geliebte" ['O, daß ich dir vom stillen Auge'], per a veu i piano (1815).
- D 304, Cançó "Wiegenlied" ['Schlumm’re sanft! Noch an dem Mutterherzen'], per a veu i piano (1815).
- D 305, Cançó "Mein Gruß an den Mai" ['Sei mir gegrüßt, o Mai'], per a veu i piano (1815).
- D 306, Cançó "Skolie" ['Laßt im Morgenstrahl des Mai’n'], per a veu i piano (1815).
- D 307, Cançó "Die Sternenwelten" ['Oben drehen sich die großen unbekannten Welten dort'], per a veu i piano (1815).
- D 308, Cançó "Die Macht der Liebe" ['Überall, wohin mein Auge blicket'], per a veu i piano (1815).
- D 309, Cançó "Das gestörte Glück" ['Ich hab’ ein hießes junges Blut'], per a veu i piano (1815).
- D 310, Cançó "Sehnsucht" ['Nur wer die Sehnsucht kennt'], per a veu i piano (1815, 1r arranjament; 1ª i 2a versió).
- D 311, Cançó "An den Mond" ['?'], per a veu i piano (1815?, esborrany sense text).
- D 312, Cançó "Hektors Abschied" ['Will sich Hektor ewig von mir wenden'], per a veu i piano (1815, 1a versió).
- Op. 58 núm. 1 – D 312, Cançó "Hektors Abschied" ['Will sich Hektor ewig von mir wenden'], per a veu i piano (1815, 2a versió).
- D 313, Cançó "Die Sterne" ['Wie wohl ist mir im Dunkeln!'], per a veu i piano (1815).
- D 314, Cançó "Nachtgesang" ['Tiefe Feier schauert um die Welt'], per a veu i piano (1815, 1ª i 2a versió).
- D 315, Cançó "An Rosa I" ['Warum bist du nicht hier'], per a veu i piano (1815, 1ª i 2a versió).
- D 316, Cançó "An Rosa II" ['Rosa, denskt du an mich?'], per a veu i piano (1815, 1ª i 2a versió).
- D 317, Cançó "Idens Schwanenlied" ['Wie schaust du aus dem Nebelflor'], per a veu i piano (1815, 1ª i 2a versió).
- D 318, Cançó "Schwangesang" ['Endlich stehn die Pforten offen'], per a veu i piano (1815).
- D 319, Cançó "Luisens Antwort" ['Wohl weinen Gottes Engel'], per a veu i piano (1815, 1ª i 2a versió).
- D 320, Cançó "Der Zufriedene" ['Zwar schuf das Glück hienieden'], per a veu i piano (1815).
- D 321, Cançó "Mignon" ['Kennst du das Land'], per a veu i piano (1815, 1ª i 2a versió)
- D 322, Cançó "Hermann und Thusnelda" ['Ha, dort kömmt er'], per a veu i piano (1815, 1ª i 2a versió)
- D 323, Cançó "Klage der Ceres" ['Ist der holde Lenz erschienen?'], per a veu i piano (1816; la darrera part, "O so laßt euch froh begrüssen" és la D 991).
- D 325, Cançó "Harfenspieler" ['Wer sich der Einsamkeit ergibt'], per a veu i piano (1815, 1r arranjament).
- D 327, Cançó "Lorma" ['Lorma saß in der Halle von Aldo'], per a veu i piano (1815, 1r arranjament; fragment).
- D 328, Cançó "Der Erlkönig" ['Wer reitet so spät durch Nacht und Wind?'], per a veu i piano (1815, 3 versions).
- Op. 1 – D 328, Cançó "Der Erlkönig" ['Wer reitet so spät durch Nacht und Wind?'], per a veu i piano (1815, 4a versió)
- D 329, Cançó "Die drei Sänger" ['Der König saß beim frohen Mahle'], per a veu i piano (1815, fragment).
- D 342, Cançó "An mein Klavier" ['Sanftes Klavier, welche Entzückungen schaffest du mir'], per a veu i piano, Seraphine an ihr Klavier (ca. 1816).
- D 343, Cançó "Am Tage Aller Seelen" ['Ruhn in Frieden alle Seelen'], per a veu i piano, Litanei auf das Fest Aller Seelen (1816, 1ª i 2a versió).
- D 344, Cançó "Am ersten Maimorgen" ['Heute will ich fröhlich sein'], per a veu i piano (1816?).
- D 350, Cançó "Der Entfernten" ['Wohl denk’ ich allenthalben'], per a veu i piano (1816?, 2n arranjament).
- D 351, Cançó "Fischerlied" ['Das Fischergewerbe gibt rüstigen Mut'], per a veu i piano (1816?, 1r arranjament).
- D 358, Cançó "Die Nacht" ['Du verstörst uns nicht, o Nacht!'], per a veu i piano (1816, 1ª i 2a versió).
- D 359, Cançó "Sehnsucht" ['Nur wer die Sehnsucht kennt'], per a veu i piano, Lied der Mignon (1816, 2n arranjament).
- Op. 65 núm. 1 – D 360, Cançó "Lied eines Schiffers an die Dioskuren" ['Dioskuren, Zwillingssterne'], per a veu i piano (1816).
- Op. posth. 109 núm. 1 – D 361, Cançó "Am Bach im Frühling" ['Du brachst sie nun, die kalte Rinde'], per a veu i piano (1816, 1a versió).
- D 361, Cançó "Am Bach im Frühling" ['Du brachst sie nun, die kalte Rinde'], per a veu i piano (1816, 2a versió).
- D 362, Cançó "Zufriedenheit" ['Ich bin vergnügt'], per a veu i piano (1816?, 1r arranjament).
- D 363, Cançó "An Chloen" ['Die Munterkeit ist meinen Wangen'], per a veu i piano (1816, fragment).
- Op. 3 núm. 4 – D 368, Cançó "Jägers Abendlied" ['Im Felde schleich’ ich still und wild'], per a veu i piano (1816?, 2n arranjament).
- Op. 5 núm. 5 – D 367, Cançó "Der König in Thule" ['Es war ein König in Thule'], per a veu i piano (1816).
- D 368, Cançó "Jägers Abendlied" ['Im Felde schleich’ ich still und wild'], per a veu i piano (1816?, 2n arranjament; versió modificada amb canvis de Ihann Michael Vogl).
- Op. 19 núm. 1 – D 369, Cançó "An Schwager Kronos" ['Spute dich, Kronos!'], per a veu i piano (1816).
- D 371, Cançó "Klage" ['Trauer umfließt mein Leben'], per a veu i piano (1816, 1ª i 2a versió; 1a versió [és la D 292] és un esborrany).
- D 372, Cançó "An die Natur" ['Süße, heilige Natur'], per a veu i piano (1816, 1ª i 2a versió).
- D 373, Cançó "Lied (Mutter geht durch ihre Kammern)" ['Mutter geht durch ihre Kammern'], per a veu i piano (1816?).
- D 375, Cançó "Der Tod Oskars" ['Warum öffnest du wieder'], per a veu i piano (1816).
- D 376, Cançó "Lorma" ['Lorma saß in der Halle von Aldo'], per a veu i piano (1816, 2n arranjament; fragment).
- D 381, Cançó "Morgenlied" ['Die frohe, neubelebte Flur'], per a veu i piano (1816).
- D 382, Cançó "Abendlied" ['Sanft glänzt die Abendsonne'], per a veu i piano (1816).
- D 388, Cançó "Laura am Klavier" ['Wenn dein Finger durch die Saiten meistert'], per a veu i piano (1816, 1ª i 2a versió).
- D 389, Cançó "Des Mädchens Klage" ['Der Eichwald braust'], per a veu i piano (1816, 3r arranjament).
- D 390, Cançó "Entzückung an Laura" ['Laura, über diese Welt'], per a veu i piano (1816, 1r arranjament)
- Op. posth. 111 núm. 3 – D 391, Cançó "Die vier Weltalter" ['Wohl perlet im Glase'], per a veu i piano (1816).
- D 392, Cançó "Pflügerlied" ['Arbeitsam und wacker'], per a veu i piano (1816).
- D 393, Cançó "Die Einsiedelei" ['Es rieselt, klar und wehend'], per a veu i piano (1816, 2n arranjament).
- D 394, Cançó "An die Harmonie" ['Schöpferin beseelter Töne!'], per a veu i piano, Gesang an die Harmonie (1816).
- Op. posth. 111 núm. 2 – D 395, Cançó "Lebens-Melodien" ['Auf den Wassern wohnt mein stilles Leben'], per a veu i piano (1816).
- D 396, Cançó "Gruppe aus dem Tartarus" ['Horch, wie Murmeln des empörten Meeres'], per a veu i piano (1816, 1r arranjament; fragment).
- D 397, Cançó "Ritter Toggenburg" ['Ritter, treue Schwesterliebe'], per a veu i piano (1816, 1ª i 2a versió).
- D 398, Cançó "Frühlingslied" ['Die Luft ist blau'], per a veu i piano (1816, 2n arranjament).
- D 399, Cançó "Auf den Tod einer Nachtigall" ['Sie ist dahin'], per a veu i piano (1816, 2n arranjament).
- D 400, Cançó "Die Knabenzeit" ['Wie glücklich, wem das Knabenkleid'], per a veu i piano (1816).
- D 401, Cançó "Winterlied" ['Keine Blumen blühn'], per a veu i piano (1816).
- D 402, Cançó "Der Flüchtling" ['Frisch atmet des Morgens lebendiger Hauch'], per a veu i piano (1816).
- D 403, Cançó "Lied (In's stille Land)" ['In's stille Land'], per a veu i piano (1816, 4 versions; the 1ª edition of the 1a versió has a four-measure introduction composed by Anton Diabelli)
- D 404, Cançó "Die Herbstnacht" ['Mit leisen Harfentönen'], per a veu i piano, Die Wehmuth (1816, 1ª i 2a versió)
- D 405, Cançó "Der Herbstabend" ['Abendglockenhalle zittern'], per a veu i piano (1816, 1ª i 2a versió)
- D 406, Cançó "Abschied von der Harfe" ['Noch einmal tön, o Harfe'], per a veu i piano (1816, 1ª i 2a versió)
- D 409, Cançó "Die verfehlte Stunde" ['Quälend ungestilltes Sehnen'], per a veu i piano (1816, 1ª i 2a versió)
- Op. posth. 115 núm. 3 – D 410, Cançó "Sprache der Liebe" ['Laß dich mit gelinden Schlägen rühren'], per a veu i piano (1816).
- D 411, Cançó "Daphne am Bach" ['Ich hab’ ein Bächlein funden'], per a veu i piano (1816).
- D 412, Cançó "Stimme der Liebe (Meine Selinde)" ['Meine Selinde'], per a veu i piano (1816, 1ª i 2a versió).
- D 413, Cançó "Entzückung" ['Tag voll Himmel!'], per a veu i piano (1816).
- D 414, Cançó "Geist der Liebe" ['Der Abend schleiert Flur und Hain'], per a veu i piano (1816, 1r arranjament).
- D 415, Cançó "Klage" ['Die Sonne steigt, die Sonne sinkt'], per a veu i piano (1816).
- D 416, Cançó "Lied in der Abwesenheit" ['Ach, mir ist das Herz so schwer'], per a veu i piano (1816, fragment).
- D 418, Cançó "Stimme der Liebe (Abendgewölke)" ['Abendgewölke schweben hell'], per a veu i piano, Abendgewölke (1816, 2n arranjament).
- D 419, Cançó "Julius an Theone" ['Nimmer, nimmer darf ich dir gestehen'], per a veu i piano (1816).
- D 429, Cançó "Minnelied" ['Holder klingt der Vogelsang'], per a veu i piano (1816).
- D 430, Cançó "Die frühe Liebe" ['Schon im bunten Knabenkleide'], per a veu i piano (1816, 1ª i 2a versió).
- D 431, Cançó "Blumenlied" ['Es ist ein halbes Himmelreich'], per a veu i piano (1816).
- D 432, Cançó "Der Leidende" ['Nimmer trag’ ich langer'], per a veu i piano, Klage (1816, 3 versions).
- D 433, Cançó "Seligkeit" ['Freuden sonder Zahl'], per a veu i piano (1816).
- D 434, Cançó "Erntelied" ['Sicheln Schallen, Ähren fallen'], per a veu i piano (1816).
- D 436, Cançó "Klage" ['Dein Silber schien durch Eichengrün'], per a veu i piano (1816; 1ª i 2a versió, a més d'una variant de la 1a versió; la 2a versió és la D 437).
- D 442, Cançó "Das große Halleluja" ['Ehre sei dem Hocherhabnen']; versió, per a veu i piano (1816).
- D 443, Cançó "Schlachtlied" ['Mit unserm Arm ist nichts getan']; versió, per a veu i piano, Schlachtgesang (1816, 1r arranjament).
- D 444, Cançó "Die Gestirne" ['Es tönet sein Lob'], per a veu i piano (1816).
- D 445, Cançó "Edone" ['Dein süßes Bild, Edone'], per a veu i piano (1816).
- D 446, Cançó "Die Liebesgötter" ['Cypris, meiner Phyllis gleich'], per a veu i piano (1816).
- D 447, Cançó "An den Schlaf" ['Komm und senke die umflorten Schwingen'], per a veu i piano (1816).
- D 448, Cançó "Gott im Frühlinge" ['In seinem schimmernden Gewand'], per a veu i piano (1816, 1ª i 2a versió).
- D 449, Cançó "Der gute Hirt" ['Was sorgest du?'], per a veu i piano (1816, versió original i modificada).
- D 450, Cançó "Fragment aus dem Aeschylus" ['So wird der Mann'], per a veu i piano (1816, 1ª i 2a versió).
- D 454, Cançó "Grablied auf einen Soldaten" ['Zieh hin, du braver Krieger du!'], per a veu i piano (1816).
- D 455, Cançó "Freude der Kinderjahre" ['Freude, die im frühen Lenze'], per a veu i piano (1816).
- D 456, Cançó "Das Heimweh (Oft in einsam stillen Stunden)" ['Oft in einsam stillen Stunden'], per a veu i piano (1816).
- Op. 44 – D 457, Cançó "An die untergehende Sonne" ['Sonne, du sinkst'], per a veu i piano (1816 esborrany, acabat el 1817).
- D 458, Cançó "Aus Diego Manazares. Ilmerine" ['Wo irrst du durch einsame Schatten'], per a veu i piano (1816, també apareix com a "Aus Diego Manzanares").
- D 462, Cançó "An Chloen" ['Bei der Liebe reinsten Flammen'], per a veu i piano (1816).
- D 463, Cançó "Hochzeit-Lied" ['Will singen euch im alten Ton'], per a veu i piano (1816).
- D 464, Cançó "In der Mitternacht" ['Todesstille deckt das Tal'], per a veu i piano (1816).
- D 465, Cançó "Trauer der Liebe" ['Wo die Taub’ in stillen Buchen'], per a veu i piano (1816, 1ª i 2a versió).
- D 466, Cançó "Die Perle" ['Es ging ein Mann zur Frühlingszeit'], per a veu i piano (1816).
- D 467, Cançó "Pflicht und Liebe" ['Du, der ewig um mich trauert'], per a veu i piano (1816, fragment).
- D 468, Cançó "An den Mond" ['Was schauest du so hell'], per a veu i piano (1816).
- D 469, Cançó "Mignon (So laßt mich scheinen, bis ich werde)" ['So laßt mich scheinen, bis ich werde'], per a veu i piano (1816, 1r arranjament; 1ª i 2a versió, ambdues són fragments).
- D 473, Cançó "Liedesend" ['Auf seinem gold'nen Throne'], per a veu i piano (1816, 1ª i 2a versió).
- D 474, Cançó "Lied des Orpheus, als er in die Hölle ging" ['Wälze dich hinweg'], per a veu i piano (1816, 1ª i 2a versió).
- D 475, Cançó "Abschied" ['Über die Berge zieht ihr fort'], per a veu i piano (1816, també apareix com a "Abschied. Nach einer Wallfahrts-Arie bearbeitet")
- D 476, Cançó "Rückweg" ['Zum Donaustrom, zur Kaiserstadt'], per a veu i piano (1816).
- D 477, Cançó "Alte Liebe rostet nie" ['Alte Liebe rostet nie'], per a veu i piano (1816).
- D 481, Cançó "Sehnsucht" ['Nur wer die Sehnsucht kennt'], per a veu i piano, Lied der Mignon (1816, 3r arranjament).
- D 482, Cançó "Der Sänger am Felsen" ['Klage, meine Flöte, klage'], per a veu i piano (1816).
- D 483, Cançó "Lied (Ferne von der großen Stadt)" ['Ferne von der großen Stadt'], per a veu i piano (1816).
- D 484, Cançó "Gesang der Geister über den Wassern" ['Des Menschen Seele gleicht dem Wasser'], per a veu i piano (1816, 1r arranjament; fragment).
- D 489, Cançó "Der Wanderer" ['Ich komme vom Gebirge her'], per a veu i piano, Der Unglückliche (1816, 1ª i 2a versió; 2a versió és la D 493)
- Op. 4 núm. 1 – D 489, Cançó "Der Wanderer" ['Ich komme vom Gebirge her'], per a veu i piano, Der Unglückliche (1816, 3a versió [formalment D 493])
- D 490, Cançó "Der Hirt" ['Du Turm, zu meinem Leide'], per a veu i piano (1816).
- D 491, Cançó "Geheimnis" ['Sag an, wer lehrt dich Lieder'], per a veu i piano (1816).
- D 492, Cançó "Zum Punsche" ['Woget brausend, Harmonien'], per a veu i piano (1816).
- D 495, Cançó "Abendlied der Fürstin" ['Der Abend rötet nun das Tal'], per a veu i piano (1816).
- D 496, Cançó "Bei dem Grabe meines Vaters" ['Friede sei um diesen Grabstein her!'], per a veu i piano (1816).
- D 496A, Cançó "Klage um Ali Bey" ['Laßt mich! Laßt mich! ich will klagen'], per a veu i piano (1816, 2a versió).
- Op. 98 núm. 1 – D 497, Cançó "An die Nachtigall" ['Er liegt und schläft'], per a veu i piano (1816).
- Op. 98 núm. 2 – D 498, Cançó "Wiegenlied" ['Schlafe, schlafe, holder süßer Knabe'], per a veu i piano (1816).
- D 499, Cançó "Abendlied" ['Der Mond is aufgegangen'], per a veu i piano (1816).
- D 500, Cançó "Phidile" ['Ich war erst sechzehn Sommer alt'], per a veu i piano (1816).
- D 501, Cançó "Zufriedenheit" ['Ich bin vergnügt'], per a veu i piano (1816, 2n arranjament; 1ª i 2a versió).
- D 502, Cançó "Herbstlied" ['Bunt sind schon die Wälder'], per a veu i piano (1816).
- D 503, Cançó "Mailied" ['Grüner wird die Au'], per a veu i piano (1816, 3r arranjament).
- Op. 6 núm. 3 – D 504, Cançó "Am Grabe Anselmos" ['Daß ich dich verloren habe'], per a veu i piano (1816, 1a versió).
- D 504, Cançó "Am Grabe Anselmos" ['Daß ich dich verloren habe'], per a veu i piano (1816, 2a versió).
- D 507, Cançó "Skolie" ['Mädchen entsiegelten, Brüder, die Flaschen'], per a veu i piano (1816).
- D 508, Cançó "Lebenslied" ['Kommen und Scheiden'], per a veu i piano (1816).
- D 509, Cançó "Leiden der Trennung" ['Vom Meere trennt sich die Welle'], per a veu i piano (1816, 1ª i 2a versió).
- D 513A, Cançó "Nur wer die Liebe kennt" ['Nur wer die Liebe kennt'], per a veu i piano (1817?, esborrany).
- Op. 7 núm. 1 – D 514, Cançó "Die abgeblühte Linde" ['Wirst du halten, was du schwurst'], per a veu i piano (1817?).
- Op. 7 núm. 2 – D 515, Cançó "Der Flug der Zeit" ['Es floh die Zeit im Wirbelfluge'], per a veu i piano (1817?).
- Op. 8 núm. 2 – D 516, Cançó "Sehnsucht" ['Der Lerche wolkennahe Lieder'], per a veu i piano (1816?).
- Op. 13 núm. 1 – D 517, Cançó "Der Schäfer und der Reiter" ['Ein Schäfer saß im Grünen'], per a veu i piano (1817).
- Op. posth. 173 núm. 5 – D 519, Cançó "Die Blumensprache" ['Es deuten die Blumen des Herzens Gefühle'], per a veu i piano (1817?).
- D 520, Cançó "Frohsinn" ['Ich bin von lockerem Schlage'], per a veu i piano (1817, 1ª i 2a versió).
- D 521, Cançó "Jagdlied" ['Trarah! Trarah! Wir kehren daheim']; versió per a veu i piano (1817).
- D 522, Cançó "Die Liebe" ['Wo weht der Liebe hoher Geist?'], per a veu i piano (1817).
- D 523, Cançó "Trost" ['Nimmer lange weil' ich hier'], per a veu i piano (1817).
- D 524, Cançó "Der Alpenjäger" ['Auf hohen Bergesrücken'], per a veu i piano (1817, 1a versió)
- Op. 13 núm. 3 – D 524, Cançó "Der Alpenjäger" ['Auf hohen Bergesrücken'], per a veu i piano (1817, 3a versió).
- D 527, Cançó "Schlaflied" ['Es mahnt der Wald'], per a veu i piano, Abendlied o Schlummerlied (1817, 1a versió).
- Op. 24 núm. 2 – D 527, Cançó "Schlaflied" ['Es mahnt der Wald'], per a veu i piano, Abendlied o Schlummerlied (1817, 2a versió).
- Op. posth. 109 núm. 3 – D 530, Cançó "An eine Quelle" ['Du kleine grünumwachs'ne Quelle'], per a veu i piano (1817).
- Op. 7 núm. 3 – D 531, Cançó "Der Tod und das Mädchen" ['Vorüber, ach vorüber'], per a veu i piano (1817).
- D 532, Cançó "Das Lied vom Reifen" ['Seht meine lieben Bäume an'], per a veu i piano (1817, fragment).
- D 533, Cançó "Täglich zu singen" ['Ich danke Gott und freue mich'], per a veu i piano (1817).
- D 534, Cançó "Die Nacht" ['Die Nacht ist dumpfig und finster'], per a veu i piano (1817).
- Op. 8 núm. 4 – D 539, Cançó "Am Strome" ['Ist mir’s doch, als sei mein Leben'], per a veu i piano (1817).
- D 540, Cançó "Philoktet" ['Da sitz’ ich ohne Bogen'], per a veu i piano (1817).
- Op. 6 núm. 1 – D 541, Cançó "Memnon" ['Den Tag hindurch nur einmal mag ich sprechen'], per a veu i piano (1817).
- D 543, Cançó "Auf dem See" ['Und frische Nahrung'], per a veu i piano (1817, 1a versió)
- Op. 92 núm. 2 – D 543, Cançó "Auf dem See" ['Und frische Nahrung'], per a veu i piano (1817, 2a versió).
- Op. 19 núm. 3 – D 544, Cançó "Ganymed" ['Wie im Morgenglanze'], per a veu i piano (1817).
- D 545, Cançó "Der Jüngling und der Tod" ['Die Sonne sinkt, o könnt ich'], per a veu i piano (1817, 2a versió)
- D 546, Cançó "Trost im Liede" ['Braust des Unglücks Sturm empor'], per a veu i piano (1817, 1a versió).
- Op. posth. 101 núm. 3 – D 546, Cançó "Trost im Liede" ['Braust des Unglücks Sturm empor'], per a veu i piano (1817, 2a versió).
- D 547, Cançó "An die Musik" ['Du holde Kunst'], per a veu i piano (1817, 1a versió).
- Op. 88 núm. 4 – D 547, Cançó "An die Musik" ['Du holde Kunst'], per a veu i piano (1817, 2a versió).
- D 548, Cançó "Orest" ['Ist dies Tauris'], per a veu i piano (1817, també apareix com a "Orest auf Tauris").
- D 549, Cançó "Mahomets Gesang" ['Seht den Felsenquell'], per a veu i piano (1817, 1r arranjament; fragment).
- D 550, Cançó "Die Forelle" ['In einem Bächlein helle'], per a veu i piano (1816–1821, 1ª, 2ª, 3ª i 5a versió).
- Op. 32 – D 550, Cançó "Die Forelle" ['In einem Bächlein helle'], per a veu i piano (1816–1821, 4a versió)
- D 551, Cançó "Pax vobiscum" ['Der Friede sei mit euch!'], per a veu i piano (1817).
- D 552, Cançó "Hänflings Liebeswerbung" ['Ahidi! ich liebe'], per a veu i piano (1817, 1a versió).
- Op. 20 núm. 3 – D 552, Cançó "Hänflings Liebeswerbung" ['Ahidi! ich liebe'], per a veu i piano (1817, 2a versió).
- D 554, Cançó "Uraniens Flucht" ['Laßt uns, ihr Himmlischen, ein Fest begehen!'], per a veu i piano (1817).
- D 555, Cançó ["?"] ['?'], per a veu i piano "Liedentwurf in a" (1817?, esborrany sense text)
- D 558, Cançó "Liebhaber in allen Gestalten" ['Ich wollt’, ich wär’ ein Fisch'], per a veu i piano (1817).
- D 559, Cançó "Schweizerlied" ['Uf’m Bergli bin i g’sässe'], per a veu i piano (1817).
- D 560, Cançó "Der Goldschmiedsgesell" ['Es ist doch meine Nachbarin'], per a veu i piano (1817).
- D 561, Cançó "Nach einem Gewitter" ['Auf den Blumen'], per a veu i piano (1817).
- D 562, Cançó "Fischerlied" ['Das Fischergewerbe gibt rüstigen Mut!'], per a veu i piano (1817, 3r arranjament)
- D 563, Cançó "Die Einsiedelei" ['Es rieselt, klar und wehend'], per a veu i piano (1817, 3r arranjament)
- D 564, Cançó "Gretchen im Zwinger" ['Ach neige, du Schmerzensreiche'], per a veu i piano, Gretchens Bitte (1817, fragment).
- D 573, Cançó "Iphigenia" ['Blüht denn hier an Tauris Strande'], per a veu i piano (1817, 1ª i 2a versió)
- Op. 98 núm. 3 – D 573, Cançó "Iphigenia" ['Blüht denn hier an Tauris Strande'], per a veu i piano (1817, 3a versió).
- D 577, Cançó "Entzückung an Laura" ['Laura, Laura, über diese Welt'], per a veu i piano (1817, 2n arranjament; 2 fragments d'un esborrany).
- D 578, Cançó "Abschied" ['Lebe wohl! Du lieber Freund!'], per a veu i piano (1817).
- D 579, Cançó "Der Knabe in der Wiege" ['Er schläft so süß'], per a veu i piano (1817, 1ª i 2a versió; 2a versió és un fragment).
- D 579A, Cançó "Vollendung" ['Wenn ich einst das Ziel errungen habe'], per a veu i piano [formalment D 989] (1817).
- D 579B, Cançó "Die Erde" ['Wenn sanft entzückt mein Auge sieht'], per a veu i piano [formalment D 989A] (1817).
- Op. 24 núm. 1 – D 583, Cançó "Gruppe aus dem Tartarus" ['Horch, wie Murmeln des empörten Meeres'], per a veu i piano (1817, 2n arranjament).
- D 584, Cançó "Elysium" ['Vorüber die stöhnende Klage!'], per a veu i piano (1817).
- D 585, Cançó "Atys" ['Der Knabe seufzt übers grüne Meer'], per a veu i piano (1817).
- Op. 8 núm. 3 – D 586, Cançó "Erlafsee" ['Mir ist so wohl, so weh’ '], per a veu i piano (1817).
- D 587, Cançó "An den Frühling" ['Willkommen, schöner Jüngling!'], per a veu i piano (1817, 3r arranjament; 1ª i 2a versió; 2a versió és la D 245).
- D 588, Cançó "Der Alpenjäger" ['Willst du nicht das Lämmlein hüten?'], per a veu i piano (1817, 1a versió).
- Op. 37 núm. 2 – D 588, Cançó "Der Alpenjäger" ['Willst du nicht das Lämmlein hüten?'], per a veu i piano (1817, 2a versió).
- D 595, Cançó "Thekla (eine Geisterstimme)" ['Wo ich sei und wo mich hingewendet'], per a veu i piano (1817, 2n arranjament; 1a versió).
- Op. 88 núm. 2 – D 595, Cançó "Thekla (eine Geisterstimme)" ['Wo ich sei und wo mich hingewendet'], per a veu i piano (1817, 2n arranjament; 2a versió).
- D 596, Cançó "Lied eines Kindes" ['Lauter Freude fühl' ich'], per a veu i piano (1817, fragment).
- D 611, Cançó "Auf der Riesenkoppe" ['Hoch auf dem Gipfel deiner Gebirge'], per a veu i piano (1818).
- D 614, Cançó "An den Mond in einer Herbstnacht" ['Freundlich ist dein Antlitz'], per a veu i piano (1818).
- D 616, Cançó "Grablied für die Mutter" ['Hauche milder, Abendluft'], per a veu i piano (1818).
- D 620, Cançó "Einsamkeit" ['Gib mir die Fülle der Einsamkeit!'], per a veu i piano (1818).
- D 622, Cançó "Der Blumenbrief" ['Euch Blümlein will ich senden'], per a veu i piano (1818).
- D 623, Cançó "Das Marienbild" ['Sei gegrüßt, du Frau der Huld'], per a veu i piano (1818).
- D 626, Cançó "Blondel zu Marien" ['In düstrer Nacht'], per a veu i piano (1818).
- D 628, Cançó "Sonett" ['Apollo, lebet noch dein hold Verlangen'], per a veu i piano, Sonett I (1818).
- D 629, Cançó "Sonett" ['Allein, nachdenklich, wie gelähmt vom Krampfe'], per a veu i piano, Sonett II (1818).
- D 630, Cançó "Sonett" ['Nunmehr, da Himmel, Erde schweigt'], per a veu i piano, Sonett III (1818).
- D 631, Cançó "Blanka" ['Wenn mich einsam Lüfte fächeln'], per a veu i piano, Das Mädchen (1818).
- D 632, Cançó "Vom Mitleiden Mariä" ['Als bei dem Kreuz Maria stand'], per a veu i piano (1818).
- Op. 57 núm. 1 – D 633, Cançó "Der Schmetterling" ['Wie soll ich nicht tanzen'], per a veu i piano (1819 i 1823?).
- Op. 57 núm. 2 – D 634, Cançó "Die Berge" ['Sieht uns der Blick gehoben'], per a veu i piano (1819 i 1823?).
- D 636, Cançó "Sehnsucht" ['Ach, aus dieses Tales Gründen'], per a veu i piano (1821?, 2n arranjament; 1ª i 2a versió).
- Op. 39 – D 636, Cançó "Sehnsucht" ['Ach, aus dieses Tales Gründen'], per a veu i piano (1821?, 2n arranjament; 3a versió).
- Op. 87 núm. 2 – D 637, Cançó "Hoffnung" ['Es reden und träumen die Menschen viel'], per a veu i piano (ca. 1819, 2n arranjament).
- D 638, Cançó "Der Jüngling am Bache" ['An der Quelle saß der Knabe'], per a veu i piano (1819, 3r arranjament; 1a versió).
- Op. 87 núm. 3 – D 638, Cançó "Der Jüngling am Bache" ['An der Quelle saß der Knabe'], per a veu i piano (1819, 3r arranjament; 2a versió).
- D 639, Cançó "Widerschein" ['Fischer harrt am Brückenbogen'], per a veu i piano (1820, 1ª i 2a versió; 2a versió ['Harrt ein Fischer auf der Brücke'] és la D 949).
- D 645, Cançó "Abend" ['Wie ist es denn, daß trüb und schwer'], per a veu i piano (1819, fragment d'un esborrany).
- D 646, Cançó "Die Gebüsche" ['Es wehet kühl und leise'], per a veu i piano (1819).
- D 649, Cançó "Der Wanderer" ['Wie deutlich des Mondes Licht zu mir spricht'], per a veu i piano (1819, 1a versió).
- Op. 65 núm. 2 – D 649, Cançó "Der Wanderer" ['Wie deutlich des Mondes Licht'], per a veu i piano (1819, 2a versió).
- D 650, Cançó "Abendbilder" ['Still beginnt’s im Hain zu tauen'], per a veu i piano (1819).
- D 651, Cançó "Himmelsfunken" ['Der Odem Gottes weht'], per a veu i piano (1819).
- D 652, Cançó "Das Mädchen" ['Wie so innig, möcht ich sagen'], per a veu i piano (1819, 1ª i 2a versió).
- D 653, Cançó "Bertas Lied in der Nacht" ['Nacht umhüllt mit wehendem Flügel'], per a veu i piano (1819).
- D 654, Cançó "An die Freunde" ['Im Wald, im Wald, da grabt mich ein'], per a veu i piano (1819).
- D 658, Cançó "Geistliches Lied" ['Ich sehe dich in tausend Bildern'], per a veu i piano [formalment "Marie"] (1819?).
- D 659, Cançó "Hymne" ['Wenige wissen das Geheimnis der Liebe'], per a veu i piano (1819; també apareix com a "Hymne I").
- D 660, Cançó "Geistliches Lied" ['Wenn ich ihn nur habe'], per a veu i piano (1819; també apareix com a "Hymne II").
- D 661, Cançó "Geistliches Lied" ['Wenn alle untreu werden'], per a veu i piano (1819; també apareix com a "Hymne III").
- D 662, Cançó "Geistliches Lied" ['Ich sag’ es jedem, daß er lebt'], per a veu i piano (1819; també apareix com a "Hymne IV").
- D 663, Hymn "Der 13. Psalm" ['Ach Herr, wie lange willst du mein so ganz vergessen?'], per a veu i piano (1819, fragment).
- Op. 56 núm. 1 – D 767, Cançó "Willkommen und Abschied" ['Es schlug mein Herz'], per a veu i piano (1822, 2a versió).
- D 669, Cançó "Beim Winde" ['Es traümen die Wolken'], per a veu i piano (1819).
- D 670, Cançó "Die Sternennächte" ['In monderhellten Nächten'], per a veu i piano (1819, 1a versió).
- Op. posth. 165 núm. 2 – D 670, Cançó "Die Sternennächte" ['In monderhellten Nächten'], per a veu i piano (1819, 2a versió).
- D 671, Cançó "Trost" ['Hörnerklänge rufen klangend'], per a veu i piano (1819).
- D 672, Cançó "Nachtstück" ['Wenn über Berge sich der Nebel breitet'], per a veu i piano (1819, 1a versió).
- Op. 36 núm. 2 – D 672, Cançó "Nachtstück" ['Wenn über Berge sich der Nebel breitet'], per a veu i piano (1819, 2a versió).
- D 673, Cançó "Die Liebende schreibt" ['Ein Blick von deinen Augen'], per a veu i piano (1819, 1a versió)
- Op. posth. 165 núm. 1 – D 673, Cançó "Die Liebende schreibt" ['Ein Blick von deinen Augen'], per a veu i piano (1819, 2a versió).
- D 677, Cançó "Strophe aus ‘Die Götter Griechenlands'" ['Schöne Welt, wo bist du?'], per a veu i piano (1819, 1ª i 2a versió).
- D 682, Cançó "Über allen Zauber Liebe" ['Sie hüpfte mit mir auf grünem Plan'], per a veu i piano (1820 i 1824, fragment).
- D 684, Cançó "Die Sterne" ['Du staunest, o Mensch'], per a veu i piano (1820).
- Op. 4 núm. 2 – D 685, Cançó "Morgenlied" ['Eh’ die Sonne früh aufersteht'], per a veu i piano (1820).
- D 686, Cançó "Frühlingsglaube" ['Die linden Lüfte sind erwacht'], per a veu i piano (1820, 1ª i 2a versió).
- Op. 20 núm. 2 – D 686, Cançó "Frühlingsglaube" ['Die linden Lüfte sind erwacht'], per a veu i piano (1820, 3a versió).
- D 687, Cançó "Nachthymne" ['Hinüber wall' ich'], per a veu i piano (1820).
- D 690, Cançó "Abendröte" ['Tiefer sinket schon die Sonne'], per a veu i piano (1823).
- Op. posth. 172 núm. 6 – D 691, Cançó "Die Vögel" ['Wie lieblich und fröhlich'], per a veu i piano (1820).
- D 692, Cançó "Der Knabe" ['Wenn ich nur ein Vöglein wäre'], per a veu i piano (1820).
- D 693, Cançó "Der Fluß" ['Wie rein Gesang sich windet'], per a veu i piano (1820).
- D 694, Cançó "Der Schiffer" ['Friedlich lieg’ ich hingegossen'], per a veu i piano (1820).
- D 695, Cançó "Namenstagslied" ['Vater, schenk’ mir diese Stunde'], per a veu i piano (1820?).
- D 698, Cançó "Des Fräuleins Liebeslauschen" ['Hier unten steht ein Ritter'], per a veu i piano (1820).
- D 699, Cançó "Der entsühnte Orest" ['Zu meinen Füßen brichst du dich'], per a veu i piano (1820).
- D 700, Cançó "Freiwilliges Versinken" ['Wohin? o Helios!'], per a veu i piano (1820).
- Op. 8 núm. 1 – D 702, Cançó "Der Jüngling auf dem Hügel" ['Ein Jüngling auf dem Hügel'], per a veu i piano (1820).
- Op. 36 núm. 1 – D 707, Cançó "Der zürnenden Diana" ['Ja, spanne nur den Bogen'], per a veu i piano (1820, 2a versió).
- D 707, Cançó "Der zürnenden Diana" ['Ja, spanne nur den Bogen'], per a veu i piano (1820, 2a versió).
- D 708, Cançó "Im Walde" ['Windes Rauschen, Gottes Flügel'], per a veu i piano, Waldesnacht (1820).
- D 711, Cançó "Lob der Tränen" ['Laue Lüfte, Blumendüfte'], per a veu i piano (1818?, 1a versió).
- Op. 13 núm. 2 – D 711, Cançó "Lob der Tränen" ['Laue Lüfte, Blumendüfte'], per a veu i piano (1818?, 2a versió).
- D 712, Cançó "Die gefangenen Sänger" ['Hörst du von den Nachtigallen'], per a veu i piano (1821).
- D 713, Cançó "Der Unglückliche" ['Die Nacht bricht an'], per a veu i piano (1821, 1a versió).
- Op. 87 núm. 1 – D 713, Cançó "Der Unglückliche" ['Die Nacht bricht an'], per a veu i piano (1821, 2a versió).
- D 715, Cançó "Versunken" ['Voll Locken kraus ein Haupt so rund'], per a veu i piano (1821, 1ª i 2a versió).
- Op. 31 – D 717, Cançó "Suleika II" ['Ach um deine feuchten Schwingen'], per a veu i piano (1821).
- Op. 14 núm. 2 – D 719, Cançó "Geheimes" ['Über meines Liebchens Äugeln'], per a veu i piano (1821).
- D 720, Cançó "Suleika I" ['Was bedeutet die Bewegung?'], per a veu i piano (1821, 1a versió).
- Op. 14 núm. 1 – D 720, Cançó "Suleika I" ['Was bedeutet die Bewegung?'], per a veu i piano (1821, 2a versió).
- D 726, Cançó "Mignon I" ['Heiß mich nicht reden, heiß mich schweigen'], per a veu i piano (1821, 1r arranjament).
- D 727, Cançó "Mignon II" ['So laßt mich scheinen, bis ich werde'], per a veu i piano (1821, 2n arranjament).
- D 728, Cançó "Ihanna Sebus" ['Der Damm zerreißt'], per a veu i piano (1821, fragment).
- Op. posth. 173 núm. 4 – D 731, Cançó "Der Blumen Schmerz" ['Wie tönt es mir so schaurig'], per a veu i piano (1821).
- D 732, Òpera "Alfonso und Estrella" (1821–1822).

8. Ària: Doch im Getümmel der Schlacht (versió per a veu i piano).
13. Ària: Wenn ich dich, Holde, sehe (versió per a veu i piano).
- D 736, Cançó "Ihr Grab" ['Dort ist ihr Grab'], per a veu i piano (1822?).
- Op. 56 núm. 2 – D 737, Cançó "An die Leier" ['Ich von Atreus Söhnen'], per a veu i piano (1822 o 1823?).
- Op. 56 núm. 3 – D 738, Cançó "Im Haine" ['Sonnenstrahlen durch die Tannen'], per a veu i piano (1822 o 1823?).
- Op. 20 núm. 1 – D 741, Cançó "Sei mir gegrüßt" ['O du Entriß'ne mir'], per a veu i piano (1821–1822).
- Op. 23 núm. 3 – D 744, Cançó "Schwanengesang" ['Wie klag' ich' aus das Sterbegefühl'], per a veu i piano (1822?).
- Op. 68 – D 742, Cançó "Der Wachtelschlag" ['Ach! mir schallt' dorten so lieblich hervor'], per a veu i piano (pub. 1822).
- Op. 73 – D 745, Cançó "Die Rose" ['Es lockte schöne Wärme'], per a veu i piano (1822, 1a versió).
- D 745, Cançó "Die Rose" ['Es lockte schöne Wärme'], per a veu i piano (1822, 2a versió).
- D 746, Cançó "Am See" ['In des Sees Wogenspiele'], per a veu i piano (1822 o 1823?).
- D 749, Cançó "Herrn Isef Spaun, Assessor in Linz" ['Und nimmer schreibst du?'], per a veu i piano (1822).
- Op. 23 núm. 1 – D 751, Cançó "Die Liebe hat gelogen" ['Die Liebe barret gelogen, die Sorge lastet schwer'], per a veu i piano (1822).
- D 752, Cançó "Nachtviolen" ['Nachtviolen, Nachtviolen'], per a veu i piano (1822).
- Op. 65 núm. 3 – D 753, Cançó "Heliopolis I" ['Im kalten, rauhen Norden ist Kunde mir geworden'], per a veu i piano, Aus Heliopolis I o Im Hochgebirge (1822).
- D 756, Cançó "Du liebst mich nicht" ['Mein Herz ist zerrissen, du liebst mich nicht!'], per a veu i piano (1822, 1a versió).
- Op. 59 núm. 1 D 756, Cançó "Du liebst mich nicht" ['Mein Herz ist zerrissen, du liebst mich nicht!'], per a veu i piano (1822, 2a versió).
- D 758, Cançó "Todesmusik" ['En des Todes Feierstunde'], per a veu i piano (1822, 1a versió)
- Op. 108 núm. 2 – D 758, Cançó "Todesmusik" ['En des Todes Feierstunde'], per a veu i piano (1822, 2a versió).
- D 761, Cançó "Schatzgräbers Begehr" ['En tiefster Erde ruht ein alt Gesetz'], per a veu i piano (1822, 1a versió).
- Op. 23 núm. 4 – D 761, Cançó "Schatzgräbers Begehr" ['En tiefster Erde ruht ein alt Gesetz'], per a veu i piano (1822, 2a versió).
- D 762, Cançó "Schwestergruß" ['Im Mondenschein' wall' ich auf und ab'], per a veu i piano (1822).
- D 764, Cançó "Der Musensohn" ['Durch Feld und Wald zu schweifen'], per a veu i piano (1822, 1a versió).
- Op. 92 núm. 1 – D 764, Cançó "Der Musensohn" ['Durch Feld und Wald zu schweifen'], per a veu i piano (1822, 2a versió).
- D 765, Cançó "An die Entfernte" ['So hab' ich wirklich dich verloren?'], per a veu i piano (1822).
- D 766, cançó "Am Flusse" ['Verfließest, vielgeliebte Lieder'], per a veu i piano (1822, 2a versió).
- D 767, Cançó "Willkommen und Abschied" ['Es schlug mein Herz'], per a veu i piano (1822, 1a versió).
- Op. 96 núm. 3 – D 768, Cançó "Wandrers Nachtlied" ['Über allen Gipfeln ist Ruh'], per a veu i piano (1824).
- Op. 71 – D 770, Cançó "Drang dins die Ferne" ['Vater, du glaubst es nicht'], per a veu i piano (1823).
- Op. 22 núm. 1 – D 771, Cançó "Der Zwerg" ['Im trüben Licht verschwinden schon die Berge'], per a veu i piano (1822?).
- Op. 22 núm. 2 – D 772, Cançó "Wehmut" ['Wenn ich durch Wald und Fluren geh' '], per a veu i piano (1822 o 1823?).
- Op. 72 – D 774, Cançó "Auf dem Wasser zu singen" ['Mitten im Schimmer der spiegelnden Wellen'], per a veu i piano (1823).
- Op. 59 núm. 2 – D 775, Cançó "Daß sie hier gewesen" ['Daß der Ostwind Düfte hauchet'], per a veu i piano (1823?).
- Op. 59 núm. 3 – D 776, Cançó "Du bist die Ruh" ['Du bist die Ruh, der Friede mild'], per a veu i piano (1823).
- Op. 59 núm. 4 – D 777, Cançó "Lachen und Weinen" ['Lachen und Weinen zu jeglicher Stunde'], per a veu i piano (1823).
- Op. posth. 123 – D 786, Cançó "Viola" ['Schneeglöcklein, o Schneeglöcklein'], per a veu i piano (1823).
- D 788, Cançó "Lied (Des Lebens Tag ist schwer und schwül)" ['Des Lebens Tag ist schwer und schwül'], per a veu i piano, Die Mutter Erde  (1823).
- D 789, Cançó "Pilgerweise" ['Ich bin ein Waller auf der Erde'], per a veu i piano (1823).
- D 792, Cançó "Vergißmeinnicht" ['Als der Frühling'], per a veu i piano (1823).
- Op. posth. 173 núm. 2 – D 793, Cançó "Das Geheimnis" ['Sie konnte mir kein Wörtchen sagen'], per a veu i piano (1823, 2a versió).
- D 794, Cançó "Der Pilgrim" ['Noch in meines Lebens Lenze'], per a veu i piano (1823, 1a versió).
- Op. 37 núm. 1 – D 794, Cançó "Der Pilgrim" ['Noch in meines Lebens Lenze'], per a veu i piano (1823, 2a versió).
- D 799, Cançó "Im Abendrot" ['Oh, wie schön ist deine Welt'], per a veu i piano (1824 o 1825, 1ª i 2a versió).
- Op. 41 – D 800, Cançó "Der Einsame" ['Wenn meine Grillen schwirren'], per a veu i piano (1825).
- D 806, Cançó "Abendstern" ['Era weilst du einsam an dem Himmel'], per a veu i piano (1824).
- D 807, Cançó "Auflösung" ['Verbirg dich, Sonne'], per a veu i piano (1824).
- D 808, Cançó "Gondelfahrer" ['Es tanzen Mond und Sterne'], per a veu i piano (1824, 1a versió).
- D 827, Cançó "Nacht und Träume" ['Heil'ge Nacht, du sinkest nieder!'], per a veu i piano (1823, 1a versió).
- Op. 43 núm. 2 – D 827, Cançó "Nacht und Träume" ['Heil'ge Nacht, du sinkest nieder!'], per a veu i piano (1823, 2a versió).
- Op. 43 núm. 1 – D 828, Cançó "Die junge Nonne" ['Wie braust durch die Wipfel'], per a veu i piano (1825).
- D 829, Melodrama "Leb' wohl du schöne Erde" ['Leb' wohl du schöne Erde'], per a piano i veu parlada (1826, també apareix com a "Abschied" o "Abschied von der Erde").
- Op. 85 núm. 1 – D 830, Cançó "Lied der Anne Lyle" ['Wärst du bei mir im Lebenstal'], per a veu i piano (1825?).
- Op. 85 núm. 2 – D 831, Cançó "Gesang der Norna" ['Mich führt mein Weg wohl meilenlang'], per a veu i piano (1825).
- D 832, Cançó "Des Sängers Habe" ['Schlagt mein ganzes Glück in Splitter'], per a veu i piano (1825).
- D 833, Cançó "Der blinde Knabe" ['O sagt, ihr Lieben, mir einmal'], per a veu i piano (1825, 1a versió i 2a versió modificada).
- Op. posth. 101 núm. 2 – D 833, Cançó "Der blinde Knabe" ['O sagt, ihr Lieben, mir einmal'], per a veu i piano (1825, 2a versió).
- D 834, Cançó "Im Walde" ['Ich wandre über Berg und Tal'], per a veu i piano (1825, 1a versió).
- Op. 93 núm. 1 – D 834, Cançó "Im Walde" ['Ich wandre über Berg und Tal'], per a veu i piano (1825, 2a versió).
- Op. 52, Sieben Gesänge aus Walter Scotts ‘Fräulein am See' núm. 1 D 837, Cançó "Ellens Gesang I" ['Raste, Krieger, Krieg ist aus'], per a veu i piano (1825).
- Op. 52, Sieben Gesänge aus Walter Scotts ‘Fräulein am See' núm. 2 D 838, Cançó "Ellens Gesang II" ['Jäger, ruhe von der Jagd!'], per a veu i piano (1825).
- Op. 52, Sieben Gesänge aus Walter Scotts ‘Fräulein am See' núm. 6 D 839, Cançó "Ellens Gesang III (Hymne an die Jungfrau)" ['Ave Maria! Jungfrau mild'], per a veu i piano, Ave Maria o Hymne an die Jungfrau (1825).
- D 842, Cançó "Totengräbers Heimwehe" ['O Menschheit, o Leben, was soll's?'], per a veu i piano (1825).
- Op. 52, Sieben Gesänge aus Walter Scotts ‘Fräulein am Veu' núm. 7 D 843, Cançó "Lied des gefangenen Jägers" ['Mein Roß so müd'], per a veu i piano (1825).
- Op. 52, Sieben Gesänge aus Walter Scotts ‘Fräulein am See' núm. 5 D 846, Cançó "Normans Gesang" ['Die Nacht bricht bald herein'], per a veu i piano (1825).
- D 851, Cançó "Das Heimweh" ['Ach, der Gebirgssohn'], per a veu i piano (1825, 1a versió).
- Op. 79 núm. 1 – D 851, Cançó "Das Heimweh" ['Ach, der Gebirgssohn'], per a veu i piano (1825, 2a versió).
- Op. 79 núm. 2 – D 852, Cançó "Die Allmacht" ['Groß ist Jehovah, der Herr'], per a veu i piano (1825, 1a versió).
- D 852, Cançó "Die Allmacht" ['Groß ist Jehova, der Herr'], per a veu i piano (1825, 1a versió; versió modificada).
- D 853, Cançó "Auf der Bruck" ['Frisch trabe sonder Ruh' und Rast'], per a veu i piano (1825, 1a versió).
- Op. 93 núm. 2 – D 853, Cançó "Auf der Bruck" ['Frisch trabe sonder Ruh und Rast'], per a veu i piano (1825, 2a versió).
- D 854, Cançó "Fülle der Liebe" ['Ein sehnend Streben teilt mir das Herz'], per a veu i piano (1825).
- D 855, Cançó "Wiedersehn" ['Der Frühlingssonne holdes Lächeln'], per a veu i piano (1825).
- Op. 88 núm. 1 – D 856, Cançó "Abendlied für die Entfernte" ['Hinaus mein Blick, hinaus ins Tal'], per a veu i piano (1825).
- D 860, Cançó "An mein Herz" ['O Herz, sei endlich stille'], per a veu i piano (1825).
- D 861, Cançó "Der liebliche Stern" ['Ihr Sternlein, still in der Höhe'], per a veu i piano (1825).
- D 862, Cançó "Um Mitternacht" ['Keine Stimme hör' ich schallen'], per a veu i piano (1825 i 1826?, 1a versió).
- Op. 88 núm. 3 – D 862, Cançó "Um Mitternacht" ['Keine Stimme hör' ich schallen'], per a veu i piano (1825 i 1826?, 2a versió).
- D 863, Cançó "An Gott" ['Kein Auge barret dein Angesicht geschaut'], per a veu i piano (1827 o una data anterior; perduda).
- D 864, Cançó "Das Totenhemdchen" ['Starb das Kindlein'], per a veu i piano (posterior a 1824, perduda).
- Op. 105 núm. 1 – D 865, Cançó "Widerspruch" ['Wenn ich durch Busch und Zweig'], per a veu i piano (1828, 2a versió).
- Op. 105 núm. 2 – D 867, Cançó "Wiegenlied" ['Wie sich der Äuglein kindlicher Himmel'], per a veu i piano (1826 o 1827).
- D 869, Cançó "Totengräber-Weise" ['Nicht so düster und so bleich'], per a veu i piano (1826).
- Op. 80 núm. 1 – D 870, Cançó "Der Wanderer an den Mond" ['Ich auf der Erd', am Himmel du'], per a veu i piano (1826).
- D 871, Cançó "Das Zügenglöcklein" ['Kling die Nacht durch, klinge'], per a veu i piano (1826, 1a versió).
- Op. 80 núm. 2 – D 871, Cançó "Das Zügenglöcklein" ['Kling die Nacht durch, klinge'], per a veu i piano (1826, 2a versió).
- D 874, Cançó "O Quell, was strömst du rasch und wild" ['O Quell, was strömst du rasch und wild'], per a veu i piano (1826?, esborrany).
- D 876, Cançó "Im Jänner 1817" ['Ich bin von aller Ruh' geschieden'], per a veu i piano, Tiefes Leid (1826).
- Op. 105 núm. 3 – D 878, Cançó "Am Fenster" ['Ihr lieben Mauern hold und traut'], per a veu i piano (1826).
- Op. 105 núm. 4 – D 879, Cançó "Sehnsucht" ['Die Scheibe friert, der Wind ist rauh'], per a veu i piano (1826).
- Op. 80 núm. 3 – D 880, Cançó "Im Freien" ['Draußen in der weiten Nacht'], per a veu i piano (1826).
- D 881, Cançó "Fischerweise" ['Den Fischer fechten Sorgen und Gram und Leid nicht un'], per a veu i piano (1826, 1a versió).
- Op. 96 núm. 4 – D 881, Cançó "Fischerweise" ['Den Fischer fechten Sorgen und Gram und Leid nicht un'], per a veu i piano (1826, 2a versió).
- D 882, Cançó "Im Frühling" ['Still sitz' ich an des Hügels Hang'], per a veu i piano (1826, 1a versió)
- Op. posth. 101 núm. 1 – D 882, Cançó "Im Frühling" ['Still sitz' ich an des Hügels Hang'], per a veu i piano (1826, 2a versió)
- D 883, Cançó "Lebensmut" ['O wie dringt das junge Leben'], per a veu i piano (1826).
- Op. 108 núm. 1 – D 884, Cançó "Über Wildemann" ['Die Winde sausen am Tannenhang'], per a veu i piano (1826).
- D 888, Cançó "Trinklied" ['Bacchus, feister Fürst des Weins'], per a veu i piano (1826).
- D 889, Cançó "Ständchen" ['Horch, horch! die Lerch im Ätherblau'], per a veu i piano (1826).
- D 890, Cançó "Hippolits Lied" ['Laßt mich, ob ich auch quiet verglüh'], per a veu i piano (1826).
- D 891, Cançó "Gesang" [Was ist Sylvia?], per a veu i piano (1826).
- Op. 106 núm. 4 – D 891, Cançó "An Sylvia" ['Was ist Silvia, saget un'], per a veu i piano, Gesang (1826).
- D 896, Cançó "Fröhliches Scheiden" ['Gar fröhlich kann ich scheiden'], per a veu i piano (1827–1828, esborrany).
- D 896A, Cançó "Sie in jedem Liede" ['Nehm ich die Harfe'], per a veu i piano (1827–1828, esborrany).
- D 896B, Cançó "Wolke und Quelle" ['Auf meinen heimischen Bergen'], per a veu i piano (1827–1828, esborrany).
- Op. 81 núm. 1 – D 904, Cançó "Alinde" ['Die Sonne sinkt in's tiefe Meer'], per a veu i piano (1827).
- Op. 81 núm. 2 – D 905, Cançó "An die Laute" ['Leiser, leiser, kleine Laute'], per a veu i piano (1827).
- D 906, Cançó "Der Vater mit dem Kind" ['Dem Vater liegt das kind in Arm'], per a veu i piano (1827).
- D 907, Cançó "Romanze des Richard Löwenherz" ['Großer Taten tat der Ritter fern im heiligen Lande viel], per a veu i piano (1826?, 1a versió).
- Op. 86 – D 907, Cançó "Romanze des Richard Löwenherz" ['Großer Taten tat der Ritter fern im heiligen Lande viel'], per a veu i piano (1826?, 2a versió).
- Op. 96 núm. 2 – D 909, Cançó "Jägers Liebeslied" ['Ich schie' den Hirsch im grünen Forst'], per a veu i piano (1827).
- D 910, Cançó "Schiffers Scheidelied" ['Die Wogen am Gestade schwellen'], per a veu i piano (1827).
- D 916A, Cançó ["?"] ['?'], per a veu i piano "Liedentwurf in C" (1827?, esborrany sense text)
- Op. posth. 115 núm. 1 – D 917, Cançó "Das Lied im Grünen" ['Ins Grüne, ins Grüne, da lockt uns der Frühling'], per a veu i piano (1827).
- D 919, Cançó "Frühlingslied" ['Geöffnet sind des Winters Riegel], per a veu i piano (1827?, 2a versió).
- D 922, Cançó "Heimliches Lieben" ['O du, wenn deine Lippen mich berühren'], per a veu i piano (1827, 1a versió).
- Op. 106 núm. 1 – D 922, Cançó "Heimliches Lieben" ['O du, wenn deine Lippen mich berühren'], per a veu i piano (1827, 2a versió).
- Op. posth. 165 núm. 5 – D 923, Cançó "Eine altschottische Balada" ['Dein Schwert, wie ist' von Blut com a podridura'], per a veu mascle, piano i veu femella, Edward (1827, 1a versió)
- D 923, Cançó "Eine altschottische Ballade" ['Dein Schwert, wie ist’s von Blut so rot'], per a veu i piano, Edward (1827; 2a versió a més de 3a versió per a veu d'home, veu de dona i piano).
- Op. 106 núm. 2 – D 926, Cançó "Das Weinen" ['Gar tröstlich kommt geronnen'], per a veu i piano (1827–1828).
- Op. 106 núm. 3 – D 927, Cançó "Vor meiner Wiege" ['Das also, das ist der enge Schrein'], per a veu i piano (1827–1828).
- D 931, Cançó "Der Wallensteiner Lanzknecht beim Trunk" ['Ell! schenket mir im Helme ein!'], per a veu i piano (1827).
- D 932, Cançó "Der Kreuzzug" ['Ein Münich steht in seiner Zell'], per a veu i piano (1827).
- D 933, Cançó "Des Fischer Liebesglück" ['Dort blinket durch Weiden'], per a veu i piano (1827).
- D 937, Cançó "Lebensmut" ['Fröhlicher Lebensmut braust in dem raschen Blut'], per a veu i piano (1828?, fragment)
- D 938, Cançó "Der Winterabend" ['Es ist so still, so heimlich um mich'], per a veu i piano (1828).
- Op. 96 núm. 1 – D 939, Cançó "Die Sterne" ['Wie blitzen die Sterne so hell durch die Nacht], per a veu i piano (1828).
- D 945, Cançó "Herbst" ['Es rauschen die Winde so herbstlich und kalt'], per a veu i piano (1828).
- Op. 97 – D 955, Cançó "Glaube, Hoffnung und Liebe" ['Glaube, hoffe, liebe!'], per a veu i piano (1828).
- D 965A, Cançó "Die Taubenpost" ['Ich hab' eine Brieftaub in meinem Sold'], per a veu i piano [abans, D 957 núm. 14] (1828).
- D 990, Cançó "Der Graf von Habsburg" ['Zu Aachen in seiner Kaiserpracht'], per a veu i piano (data desconeguda).
- D 990A, Cançó "Kaiser Maximilian auf der Martinswand" ['Hinauf! hinauf! in Sprung und Lauf], per a veu i piano (data desconeguda, també apareix com a "Kàiser Maximilian auf der Martinswand in Tirol").
- D 990B, Cançó "Augenblicke im Elysium" ['Vor der in Ehrfurcht all mein Wesen kniet'], per a veu i piano [anteriorment D 582] (data desconeguda, perduda).
- Op. posth. 130 – D 990C, Cançó "Das Echo" ['Herzliebe gute Mutter, o grolle nicht mit mir'], per a veu i piano [anteriorment D 868] (1828?).
- D 990D, Cançó "Die Schiffende" ['Sie wankt dahin; die Abendwinde spielen'], per a veu i piano (1815?, perduda).
- D deest, Cançó "?" ['?']. Improvisació per a veu i piano (1815?, perduda?; possiblement idèntica a D 284).
- D deest, Cançó "?" ['?'] en do major, per a veu i piano (1816, fragment).
- D deest, Cançó "Winterlied" ['Das Glas gefüllt!'], per a veu i piano, Winterabend (després de 1820; 2a versió del D 242, amb un títol diferent; també apareix llistat no oficialment com a D 242A o D 324A).
- D deest, Cançó "?" ['?'] per a veu i piano (ca. 1827, fragment; perduda).

## Sèrie V: Obres orquestrals (Orchesterwerke)

### Simfonies
- D 2B, Simfonia en re major [formalment 997] (1811?, existeix el fragment del primer moviment).
- D 82, Simfonia núm. 1 en re major (1813).
- D 125, Simfonia núm. 2 en si♭ major (1814–1815).
- D 200, Simfonia núm. 3 en re major (1815).
- D 417, Simfonia núm. 4 en do menor, Tràgica (1816).
- D 485, Simfonia núm. 5 en si♭ major (1816).
- D 589, Simfonia núm. 6 en do major, Petita en do major (1817–1818).
- D 615, Esborrany d'una Simfonia en re major (1818, existeix un esborrany per a piano de 2 moviments).
- D 708A, Esborrany d'una Simfonia en re major (posterior al 1820, existeix un esborrany per a piano de tots quatre moviments).
- D 729, Simfonia (núm. 7) en mi major (1821, existeix un esborrany de tot quatre moviments).
- D 759, Simfonia (núm. 8) en si menor, Inacabada (1822, inacabada – dos moviments complets i un fragment de l'"Scherzo", el 3r moviment; l'"Entre-Acte nach dem I. Aufzug", D 797 núm. 1 possiblement és el quart moviment).
- D 936A, Esborrany d'una Simfonia (núm. 10) en re major (1828?, existeix un esborrany per a piano de tot 3 moviments).
- D 944, Simfonia (núm. 9) en do major, Gran en do major (1825? i 1828, idèntica a la Simfonia "Gmunden-Gastein", D 849).

### Obertures
- D 2A, Obertura en re major per a orquestra [anteriorment D 996] (1811?, fragment).
- D 2G, Obertura en re major per a orquestra (1810 o 1811?, fragment).
- D 4, Obertura en re major a la comèdia vocal Der Teufel als Hydraulicus  per a orquestra (1812?).
- D 12, Obertura en re major per a orquestra (1811).
- D 14, Obertura en una tonalitat desconeguda per a orquestra (ca. 1812, esborrany de piano; perduda).
- D 26, Obertura en re major per a orquestra (1812).
- D 470, Obertura en si♭ major per a orquestra (1816, pertany a D 472?; 2 versions; fragment d'una versió per a quartet de corda era anteriorment D 601).
- D 556, Obertura en re major per a orquestra (1817).
- D 590, Obertura en re major per a orquestra, en l'Estil italià (1817).
- D 591, Obertura en do major per a orquestra, en l'Estil italià (1817, primer publicada com a Op. posth. 170).
- D 648, Obertura en mi menor per a orquestra (1819).
- D deest, Obertura en una tonalitat desconeguda per a orquestra (data desconeguda, perduda).

### Miscel·lània d'obres orquestrals
- D 39A, Tres Minuets amb Trios, per a orquestra (1813, perduda)
- D 71C, Fragment d'una peça orquestral en re major [anteriorment D 966Un] (1813, fragment)
- D 74A, Fragment d'una peça orquestral en re major (1813?, fragment)
- D 94A, Fragment d'una peça orquestral en si♭ major (1814, fragment; discarded Obertura, per a III d'Acte de "Des Teufels Lustschloß")
- D 966B, Esborrany d'una peça orquestral en la major (després 1819, esborrany)

### Obres concertants
- D 345, Concert en re major, per a violí i orquestra "Konzertstück" (1816, peça de concert dins un moviment)
- D 438, Rondó en la major per a violí i corda (1816).
- D 580, Polonesa en si♭ major, per a violí i orquestra (1817).

## Sèrie VI: Música de cambra (Kammermusik)

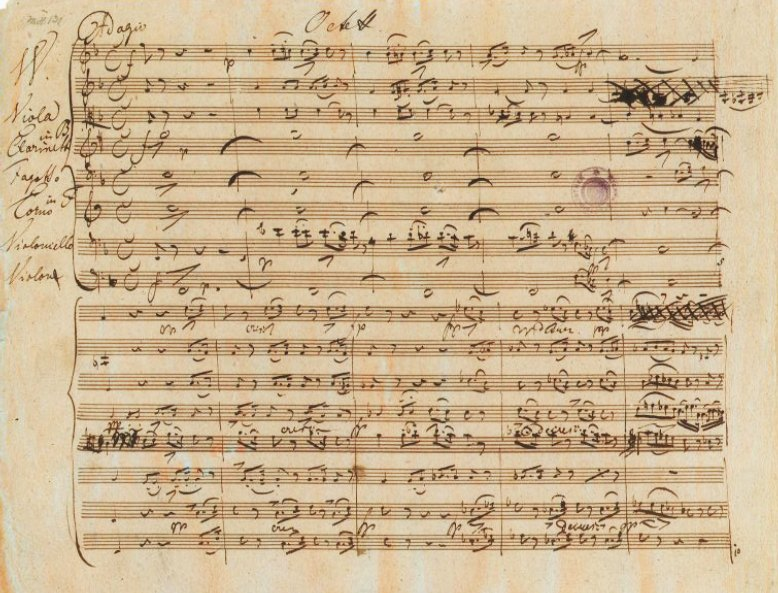
Schubert autograph de l'Octet en F major, D 803

### Nonet i octets
- D 72, Octet de Vent en fa major, per a dos oboès, dos clarinets, 2 trompes i 2 fagots (1813, inacabat – un Minuet "completat" i "Finale", així com un fragment d'un "Allegro" el moviment existeix)
- D 79, Vent Nonet "Franz Schuberts Begräbniß-Feyer" en Mi♭ menor, per a dos clarinets, 2 fagots, contrabassoon, 2 trompes i dos trombons, Eine kleine Trauermusik (1813).
- D 803, Octet en fa major, per a 2 violins, viola, violoncel, contrabaix, clarinet, trompa i fagot (1824, publicat primer com a Op. posth. 166)

### Sextet de corda
- D deest, Sextet de Corda en una tonalitat desconeguda, per a tres violins, viola, violoncel i contrabaix (data desconeguda, fragment; perdut).

### Quintets de corda
- D 8, Obertura en do menor, per a quintet de corda (1811; per a 2 violins, 2 violes i baix).
- D 956, Quintet de corda en do major (1828; per a 2 violins, viola i 2 violoncels; publicat primer com a Op. posth. 163).

### Quartets de corda
- D 2C, Fragment d'un moviment en re menor/fa major, per a quartet de corda [anteriorment D 998] (1811?, fragment)
- D 3, Fragment d'un moviment en do major per a quartet de corda (1811 o 1812?, fragment; versió per a quartet de corda de D 29)
- D 8A, Obertura en do menor per a quartet de corda (posterior a 1811, versió per a quartet de corda a D 8)
- D 18, Quartet de corda núm. 1 en sol menor/si♭ major (1810 o 1811).
- D 19, Quartet de corda en (una) tonalitat desconeguda(s) (1810 o 1811, perduda).
- D 19A, Quartet de corda en (una) tonalitat desconeguda(s) (1810 o 1811, perduda).
- D 20, Obertura en si♭ major, per a quartet de corda (1812, perduda)
- D 32, Quartet de corda núm. 2 en do major (1812).
- D 36, Quartet de corda núm. 3 en si♭ major (1813).
- D 46, Quartet de corda núm. 4 en do major (1813).
- D 68, Quartet de corda núm. 5 en si♭ major (1813, existeixen dos moviments "Allegro"; els moviments centrals estan perduts?).
- D 74, Quartet de corda núm. 6 en re major (1813).
- D 86, Minuet en re major, per a quartet de corda (1813?).
- D 87, Quartet de corda núm. 10 en mi♭ major (1813, primer publicat com a Op. posth. 125 núm. 1)
- D 87A, Fragment d'un moviment vocal o instrumental en do major per a quartet de corda (?) (1813, fragment; també apareix com a "Andante en do major").
- D 89, Cinc Minuets amb sis Trios, cinc Danses alemanyes amb set Trios i una Coda, per a quartet de corda (1813, 2 versions del Minuet núm. 3 i la Dansa alemanya amb Trio núm. 5).
- D 90, Cinc Danses alemanyes amb set Trios i una Coda per a quartet de corda (1813, pertany a D 89).
- D 94, Quartet de corda núm. 7 en re major (1811 o 1812).
- D 103, Quartettsatz (D 103), Quartet de corda en do menor, (1814, el fragment del primer moviment existeix).
- D 112, Quartet de corda núm. 8 en si♭ major (1814, primer publicat com a Op. posth. 168).
- D 173, Quartet de corda núm. 9 en sol menor (1815).
- D 353, Quartet de corda núm. 11 en mi major (1816, primer publicat com a Op. posth. 125 núm. 2).
- D 703, Quartet de corda núm. 12, «Quartettsatz» (D 703) en do menor (1820; inacabat – un primer moviment complet, conegut com a «Quartettsatz»; existeix un fragment del 2n moviment).
- D 804, Quartet de corda núm. 13 en la menor, «Rosamunde» (1824, primer publicat com a Op. 29).
- D 810, Quartet de corda núm. 14 en re menor, «La Mort i la donzella» (1824).
- D 887, Quartet de corda núm. 15 en sol major, (1826, primer publicat com a Op. posth. 161).
- D Anh. I,1, Quartet de corda en mi♭ major [anteriorment D 40] (1813, perdut o idèntic a D 87).
- D Anh. I,2, Quartet de corda en fa major (1816, perdut o idèntic a D 353 o D 487).
- D deest, Fantasia en una tonalitat desconeguda, per a quartet de corda (1813, perdut).
- D deest, Quartet de corda en si♭ major (1816, perdut).

### Obres per a trio de corda
- D 111A, Trio de Corda en si♭ major (1814, fragment d'un "Allegro" el moviment existeix)
- D 471, Trio de Corda en si♭ major (1816, inacabat – primer moviment complet i el fragment de segon moviment existeix)
- D 581, Trio de Corda en si♭ major (1817, 2 versions)

### Obres per a piano i un o més instruments
- D 28, Trio en si♭ major per a violí, violoncel i piano, Sonatensatz (1812; un "Allegro" el moviment existeix)
- D 384, Sonata en re major per a violí i piano (1816, existeixen 2 versions del 1r moviment; primer publicat com a Op. posth. 137 núm. 1)
- D 385, Sonata en la menor per a violí i piano (1816, primer publicat com a Op. posth. 137 núm. 2)
- D 408, Sonata en sol menor per a violí i piano (1816, primer publicat com a Op. posth. 137 núm. 3)
- D 487, Adagio e el rondó concertant en fa major per a violí, viola, violoncel i piano (1816).
- D 574, Sonata en la major per a violí i piano, Duet (1817, primer publicat com a Op. posth. 162)
- D 667, Quintet en la major per a violí, viola, violoncel, contrabaix i piano, La truita (1819?, primer publicat com a Op. posth. 114)
- D 802, Variacions en mi menor per a flauta i piano, Trockne Blumen (1824, 2 versions de "Variació V"; primer publicat com a Op. posth. 160).
- D 821, Sonata en la menor per a arpeggione i piano (1824).
- D 895, Rondó en si menor per a violí i piano, Rondeau brillant (1826, primer publicat com a Op. 70)
- D 897, Trio en mi♭ major per a violí, violoncel i piano, Notturno (1828?, existeix un moviment Adagio; primer publicat com a Op. posth. 148)
- D 898, Trio núm. 1 en si♭ major per a violí, violoncel i piano (1828?, primer publicat com a Op. 99).
- D 929, Trio núm. 2 en mi♭ major per a violí, violoncel i piano (1827, primer publicat com a Op. 100).
- D 934, Fantasia en do major per a violí i piano (1827, primer publicat com a Op. posth. 159).

### Altres obres per a corda, vent fusta i instruments de metall
- D 2D, Sis Minuets, per a vents [anteriorment D 995] (1811; marcat, per a dos oboès, dos clarinets, 2 fagots, 2 trompes i trombó; Nos. 1–3 és complet; Nos. 4–6 és esborrany de piano; la versió per a piano és també extant, per a Nos. 1–2)
- D 2F, Trio d'un Minuet, per a vents (1811, esborrany de piano; alterna versió del Trio, per a D 2D núm. 4)
- D 94B, Cinc Minuets i Sis Danses alemanyes, per a quartet de corda i 2 trompes (1814, perduda)
- D 199, Duet "Mailied" ['Grüner wird die Au']; versió per a 2 trompes (1815, 2a versió)
- D 202, Duet "Mailied" ['Der Schnee zerrinnt, der Mai beginnt']; versió per a 2 trompes (1815; 2a versió de D 130, amb un títol diferent)
- D 203, Duet "Der Morgenstern" ['Stern der Liebe']; versió per a 2 trompes (1815, 2a versió)
- D 204, Duet "Jägerlied" ['Frisch auf, ihr Jäger']; versió per a 2 trompes (1815).
- D 205, Duet "Lützows wilde Jagd" ['Era glänzt dort vom Walde']; versió per a 2 trompes (1815).
- D 354, Quatre komische Ländler en re major, per a 2 violins (1816).
- D 355, 8 Ländler en fa♯ menor, per a violí (?) (1816, possiblement, per a 2 violins)
- D 370, Nou Ländler en re major, per a violí (?) (1816, possiblement, per a 2 violins)
- D 374, Onze Ländler en si♭ major, per a violí (1816?, possiblement, per a 2 violins; Nos. 1–3, 5, 7 i 11 també utilitzat en les parts superiors de Nos. 1–5 i 7 del 8 Ländler en si♭ major per a piano, D 378)
- D 597A, Variacions en la major, per a violí (1817, esborrany; perduda)

## Sèrie VII: Música per a piano (Klaviermusik)

### Obres per a dos pianos, vuit mans
- D Anh. I,7, març, per a dos pianos, vuit mans [anteriorment D 858] (1825, perduda)

### Obres per a piano a 4 mans

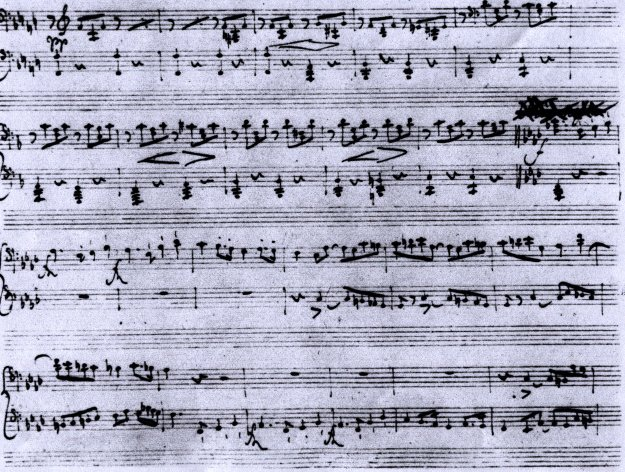
Pàgina manuscrita de la Fantasia en fa menor, D 940

#### Miscel·lània de piano a 4 mans
- D 1, Fantasia en sol major per a piano a 4 mans (1810, una primera versió del "Finale" descartada també existeix)
- D 1B, Fantasia en sol major per a piano a 4 mans (1810 o 1811, fragment)
- D 1C, Sonata en fa major per a piano a 4 mans (1810 o 1811, el fragment del primer moviment existeix)
- D 9, Fantasia en menor de G, per a piano a 4 mans (1811).
- D 48, Fantasia en do menor per a piano a 4 mans, Grande Sonate (1813, 2 versions)
- D 608, Rondó en re major per a piano a 4 mans, Notre amitié est invariable (1818, 2 versions; 2a versió primer publicada com a Op. posth. 138)
- D 617, Sonata en si♭ major per a piano a 4 mans (1818, primer publicat com a Op. 30)
- D 624, Vuit Variacions en una Cançó francesa en mi menor per a piano a 4 mans (1818, primer publicat com a Op. 10; 2 versions del "Tema" existeixen)
- D 812, Sonata en do major per a piano a 4 mans, Magnífic Duo (1824, primer publicat com a Op. posth. 140)
- D 813, Vuit Variacions en un tema original en la♭ major per a piano a 4 mans (1824, primer publicat com a Op. 35)
- D 818, Divertissement à la hongroise en menor de G, per a piano a 4 mans (1824, primer publicat com a Op. 54)
- D 823, Divertissement sur des motifs originaux français en mi menor per a piano a 4 mans (pub. 1826–1827, primer moviment al principi publicat com a Marche Brillante, Op. 63; segon i tercers moviments primer publicats com a Andantino varié i Rondeau brillant, Op. 84 núm. 1–2)
- D 908, Vuit Variacions en un tema de Hérold Òpera Marie, per a piano a 4 mans (1827, primer publicat com a Op. 82 núm. 1)
- D 940, Fantasia en fa menor per a piano a 4 mans (1828, primer publicat com a Op. 103)
- D 947, Allegro en la menor per a piano a 4 mans, Lebensstürme (1828, primer publicat com a Op. posth. 144)
- D 951, Rondó en la major per a piano a 4 mans, Magnífic Rondeau (1828, primer publicat com a Op. 107)
- D 952, Fuga en mi menor per a duet d'orgue o piano a 4 mans (1828, primer publicat com a Op. posth. 152)
- D 968, Allegro moderato en do major i Andante en la menor per a piano a 4 mans, Sonatine (entre 1815 i 1819?).
- D 968A, Introducció, Quatre Variacions en un tema original i Finale en si♭ major per a piano a 4 mans [anteriorment D 603] (data desconeguda, primer publicat com a Op. posth. 82 núm. 2)

#### Marxes i danses
- D 599, Quatre Poloneses, per a piano a 4 mans (1818, primer publicat com a Op. 75)
- D 602, Trois March Héroiques, per a piano a 4 mans (1818 o 1824, primer publicat com a Op. 27)
- D 618, Dansa alemanya en sol major amb 2 Trios i 2 Ländler en mi major per a piano a 4 mans (1818)
- D 618A, Polonesa en si♭ major per a piano a 4 mans (1818, esborrany)
- D 733, Tres Marxes Militars, per a piano a 4 mans (1818?, primer publicat com a Op. 51)
- D 814, Quatre Ländler, per a piano a 4 mans (1824)
- D 819, Sis Grandes marxes, per a piano a 4 mans (1818 o 1824, primer publicat com a Op. 40)
- D 824, Sis Poloneses, per a piano a 4 mans (1826, primer publicat com a Op. 61)
- D 859, Grande Marche Funèbre en do menor per a piano a 4 mans (1825, primer publicat com a Op. 55)
- D 885, Grande Marche Héroique en la menor per a piano a 4 mans (pub. 1826, primer publicat com a Op. 66)
- D 928, Marxa en sol major per a piano a 4 mans, Kindermarsch (1827).
- D 968B, Deux March Caractéristiques en do major per a piano a 4 mans [anteriorment D 886] (data desconeguda, primer publicat com a Op. posth. 121)

- D 592, Obertura en re major per a piano a 4 mans, en l'Estil italià (1817, versió per a piano a 4 mans de D 590)
- D 597, Obertura en do major per a piano a 4 mans, en l'Estil italià (1817, versió per a piano a 4 mans de D 591)
- D 668, Obertura en sol menor per a piano a 4 mans (1819)
- D 675, Obertura en fa major per a piano a 4 mans (1819?, primer publicat com a Op. 34)
- D 773, Obertura a l'Òpera Alfonso und Estrella, per a piano a 4 mans (1823, versió per a piano a 4 mans del Obertura de D 732; primer publicat com a Op. 69)
- D 798, Obertura a l'Òpera Fierabras, per a piano a 4 mans (1823, versió per a piano a 4 mans del Obertura de D 796; NSA també appends una versió per a Carl Czerny)

### Obres per a piano sol

#### Sonates per a piano i moviments de sonata
- D 154, Sonata per a piano en mi major (1815, el fragment del primer moviment existeix; versió primerenca del primer moviment de la Sonata per a piano en mi major, D 157)
- D 157, Sonata per a piano en mi major (1815, primers 3 moviments – inacabats existeix)
- D 277A, Minuet en la menor amb Trio en fa major per a piano (1815, alterna tercer moviment, per a la Sonata per a piano en do major, D 279)
- D 279, Sonata per a piano en do major (1815, primers 3 moviments – inacabats existeix; l'Allegretto en do major, D 346 fragment és probablement el quart moviment)
- D 346, Allegretto en do major per a piano (1816?, fragment; potser el quart moviment de la Sonata per a piano en do major, D 279)
- D 459, Sonata per a piano en mi major (1816, dins 2 moviments; també paired amb D 459Un, per a tenir una cinc sonata de moviment o cinc peces de piano "Fünf Klavierstücke")
- D 459A, Tres peces de piano "Drei Klavierstücke" (1816?, també paired amb D 459, per a tenir una cinc sonata de moviment o cinc peces de piano "Fünf Klavierstücke")
- D 505, Adagio en re♭ major per a piano (1818?, probablement el segon moviment de la Sonata per a piano inacabada en fa menor, D 625; primer publicat en mi major en un abridged forma com a Op. posth. 145 núm. 1)
- D 506, Rondó en mi major per a piano (1817?, potser el quart moviment de l'inacabat? Sonata per a piano en mi menor, D 566; primer publicat com a Op. posth. 145 núm. 2)
- D 537, Sonata per a piano en la menor (1817, primer publicat com a Op. posth. 164)
- D 557, Sonata per a piano en la♭ major (1817).
- D 566, Sonata per a piano en mi menor (1817, inacabat? – Primers 3 moviments existeixen; el Rondó en mi major, D 506 pot ser el quart moviment)
- D 568, Sonata per a piano en re♭ major/mi♭ major (1817, 2 versions; 2a versió primer publicada com a Op. posth. 122; 1a versió [anteriorment D 567] en re♭ major; en D 567 hi ha no "Menuetto" tercer moviment i el durar el moviment és un fragment; NSA també appends un esmenat primer moviment de la 1a versió)
- D 570, Scherzo en re major i Allegro en fa♯ menor per a piano (1817?, el "Allegro" és un fragment; aquests eren probablement pretès com el durar 2 moviments de la Sonata per a piano inacabada en fa♯ menor, D 571)
- D 571, Sonata per a piano en fa♯ menor (1817, fragment – inacabat d'un "Allegro moderato" primer moviment existeix. L'Andante en la major, D 604, així com el Scherzo en re major i Allegro en fa♯ menor fragment de D 570 probablement constituir els moviments restants)
- D 575, Sonata per a piano en B major (1817, primer publicat com a Op. posth. 147)
- D 600, Minuet en do♯ menor per a piano (1814?; El Trio en mi major, D 610 era probablement pretès, per a aquest Minuet; dins girar el Minuet amb Trio D 600/610 en tàndem possiblement constituir el tercer moviment de la Sonata per a piano inacabada en do major, D 613)
- D 604, Andante en la major per a piano (1816 o 1817; pot ser el segon moviment de la Sonata per a piano inacabada en fa♯ menor, D 571)
- D 610, Trio en mi major per a piano, , per a ser considerat com el fill perduda d'un minuet (1818, aquest Trio podria haver-hi estat pretès pel Minuet en do♯ menor, D 600; dins girar el Minuet amb Trio D 600/610 en tàndem possiblement constituir el tercer moviment de la Sonata per a piano inacabada en do major, D 613)
- D 612, Adagio en mi major per a piano (1818, potser el segon moviment de la Sonata per a piano inacabada en do major, D 613)
- D 613, Sonata per a piano en do major (1818, els fragments – inacabats de 2 moviments existeixen; el Adagio en mi major, D 612 així com el Minuet amb Trio D 600/610 possiblement constituir els moviments restants)
- D 625, Sonata per a piano en fa menor (1818, inacabat – un completat Scherzo amb Trio, i fragments de dos "Allegro" els moviments existeixen; el Adagio en re♭ major D 505 és probablement el segon moviment)
- D 655, Sonata per a piano en do♯ menor (1819; fragment d'un "Allegro" existeix)
- D 664, Sonata per a piano en la major (1819 o 1825, primer publicat com a Op. posth. 120)
- D 769A, Sonata per a piano en mi menor [anteriorment D 994] (ca. 1823, fragment – inacabat d'un "Allegro" primer moviment existeix)
- D 784, Sonata per a piano en la menor (1823, primer publicat com a Op. posth. 143)
- D 840, Sonata per a piano en do major, Relíquia (1825, inacabat – primer i segons moviments són complets; tercer i quarts moviments són fragments)
- D 845, Sonata per a piano en la menor (1825, primer publicat com a Op. 42)
- D 850, Sonata per a piano en re major, Gasteiner (1825, primer publicat com a Op. 53)
- D 894, Sonata per a piano en sol major, Fantasia (1826, primer publicat com a Op. 78; NSA també appends un discarded 1a versió del segon moviment)
- D 958, Sonata per a piano en do menor (1828).
- D 959, Sonata per a piano en la major (1828).
- D 960, Sonata per a piano en si♭ major (1828).
- D Anh. I,8, Sonata per a piano en fa major (1815, perduda o idèntic a D 157)
- D Anh. I,9, Sonata per a piano en fa major (1816, perduda o idèntic a D 459)
- D deest, Sonata per a piano en do♯ major (1825?, perduda o idèntic a D 568 1a versió)

#### Miscel·lània d'obres per a piano
- D 2E, Fantasia en do menor per a piano [anteriorment D 993] (1811).
- D 13, Fuga en re menor per a piano (ca. 1812, presumiblement, per a piano)
- D 21, Sis Variacions en mi♭ major per a piano (1812, perduda)
- D 24, Set Variacions en fa major per a piano (1812?, fragment; perduda)
- D 24A, Fuga en do major per a piano o orgue (1812?).
- D 24B, Fuga en sol major per a piano o orgue (1812?).
- D 24C, Fuga en re menor per a piano o orgue (1812?).
- D 24D, Fuga en do major per a piano (1812?, fragment)
- D 29, Andante en do major per a piano (1812, versió per a piano de D 3; també utilitzat en un esborrany pel segon moviment de D 36)
- D 41A, Fuga en mi menor per a piano (?) (1813, fragment)
- D 71B, Fuga en mi menor per a piano (1813, fragment)
- D 156, Deu Variacions en fa major per a piano (1815, 2 versions del "Tema" i "II de Variació")
- D 178, Adagio en sol major per a piano (1815, 2 versions; 2a versió és un fragment)
- D 309A, Rondó en do major per a piano (1815, fragment)
- D 347, Allegro moderato en do major per a piano (1813?, fragment)
- D 348, Andantino en do major per a piano (1816?, fragment)
- D 349, Adagio en do major per a piano (1816?, fragment)
- D 576, Tretze Variacions en un tema, per a Anselm Hüttenbrenner en la menor per a piano (1817).
- D 593, Dos Scherzi, per a piano (1817).
- D 605, Fantasia en do major per a piano (1821–1823, fragment)
- D 605A, Fantasia en do major per a piano, Grazer Fantasy (1818?).
- D 606, Marxa en mi major per a piano (1818?).
- D 718, Variació en do menor en un vals, per a Anton Diabelli, per a piano (1821, escrit, per a Vaterländischer Künstlerverein)
- D 757A, Marxa en si menor per a piano (1822).
- D 759A, Obertura de l'òpera Alfonso und Estrella, per a piano (1822, versió per a piano del Obertura de D 732; primer publicat com a Op. 69)
- D 760, Fantasia en do major, per a piano, Wanderer Fantasia (1822, primer publicat com a Op. 15)
- D 780, Sis Moments musicaux, per a piano (pub. 1828, primer publicat com a Op. 94), en do major, la♭ major, fa menor, do♯ menor, fa menor, i La♭ major.
- D 817, Ungarische Melodie en si menor per a piano (1824).
- D 899, Quatre impromptus per a piano (1827, primer publicat com a Op. 90) en do menor, mi♭ major, sol♭ major, i La♭ major
- D 900, Allegretto en do menor per a piano (després 1820?, fragment)
- D 915, Allegretto en do menor per a piano (1827).
- D 916B, Peça de piano en do major (1827?, esborrany)
- D 916C, Peça de piano en do menor (1827?, esborrany)
- D 935, Quatre Impromptus, per a piano (1827, primer publicat com a Op. posth. 142) en fa menor, la♭ major, si♭ major, i fa menor.
- D 946, Tres peces de piano "Drei Klavierstücke" (1828).
- D Anh. I,10, Fantasia en mi♭ major per a piano (1825?, perduda)
- D deest, Fuga en una tonalitat desconeguda, per a piano o orgue (1813, perduda)
- D deest, Fuga en fa major per a piano (1813, esborrany)

#### Danses per a piano
- D 2D, Sis Minuets, per a vents [anteriorment D 995] (1811; versió per a piano de Nos. 1–2)
- D 19B, Diversos Valses i un març, per a piano (1812 o 1813, perduda)
- D 22, Dotze Minuets amb Trios, per a piano (1812, perduda)
- D 41, Trenta Minuets amb Trios, per a piano (1813; Nos. 1–8, 11–18 i 20–23 existeix)
- D 91, Dos Minuets, cadascú amb 2 Trios, per a piano (1813).
- D 128, Dotze Viennese Danses alemanyes per a piano (1812?).
- D 135, Dansa alemanya amb Trio en mi major per a piano (1815; 1a versió del Vals en mi major, D 146 núm. 3, amb un títol diferent)
- D 139, Dansa alemanya en do♯ major amb Trio en la major per a piano (1815).
- D 145, Dotze Valses, Disset Ländler i Nou Escoceses per a piano (1815–1821, primer publicat com a Op. 18)
- D 146, Vint Valses, per a piano, Letzte Walzer (1815 i 1823, primer publicat com a Op. posth. 127; 2 versions, per a núm. 3 – el 1r un amb un Trio en mi major [D 135], i el 2n un amb un Trio en la major; també, 2 versions, per a núm. 5 – el 1r un amb un Trio en si♭ major i el 2n un amb un Trio en la♭ major; NSA identifica ambdues versions més primerenques com "Danses alemanyes", no "Valses")
- D 158, Écossaise en re menor/Fa major per a piano (1815).
- D 299, Dotze Escoceses per a piano (1815).
- D 334, Minuet en la major amb Trio en mi major per a piano (1815).
- D 335, Minuet en mi major amb 2 Trios, per a piano (1813?).
- D 365, Trenta-sis Danses Originals, per a piano, Erste Walzer (1818–1821, primer publicat com a Op. 9)
- D 366, Disset Ländler, per a piano (1824).
- D 378, 8 Ländler en si♭ major per a piano (1816; les parts superiors de Nos. 1–5 i 7 també utilitzat en Nos. 1–3, 5, 7 i 11 de l'Onze Ländler en si♭ major, per a violí, D 374)
- D 380, Tres Minuets, cadascú amb 2 Trios, per a piano (1816, fragment; pel tercer minuet, part del primer trio i el segon trio sencer falta)
- D 420, Dotze Danses alemanyes per a piano (1816).
- D 421, Sis Escoceses per a piano (1816).
- D 511, Écossaise en mi♭ major per a piano (ca. 1817).
- D 529, Vuit Escoceses per a piano (1817).
- D 643, Dansa alemanya en do♯ menor i Écossaise en re♭ major per a piano (1819).
- D 681, Dotze Ländler, per a piano (ca. 1815, Nos. 5–12 existeix)
- D 697, Sis Escoceses en la♭ major per a piano (1820, Nos. 1–4 i 6 existeix)
- D 722, Dansa alemanya en sol♭ major per a piano (1821).
- D 734, Setze Ländler i Dos Escoceses per a piano, Wiener Damen-Ländler (pub. 1826, primer publicat com a Op. 67)
- D 735, Galop i Vuit Escoceses per a piano (pub. 1825, primer publicat com a Op. 49)
- D 769, Dues Danses alemanyes per a piano (1823–1824).
- D 779, Trenta-quatre Valses Sentimentales, per a piano (pub. 1825, primer publicat com a Op. 50)
- D 781, Dotze Escoceses per a piano (1823, Nos. 2–12 existeix)
- D 782, Écossaise en re major per a piano (pub. 1824).
- D 783, Setze Danses alemanyes i Dos Escoceses per a piano (1823–1824; Danses alemanyes Nos. 8 i 9 també utilitzat en D 366, D 814; primer publicat com a Op. 33)
- D 790, Dotze Danses alemanyes per a piano (1823, també aparèixer mentre "Dotze Ländler"; primer publicat com a Op. posth. 171)
- D 816, Tres Escoceses per a piano (1824).
- D 820, Sis Danses alemanyes per a piano (1824).
- D 841, Dues Danses alemanyes per a piano (1825).
- D 844, Vals en sol major per a piano, Albumblatt (1825).
- D 924, Dotze Animal de pastura Valses per a piano (1827?, primer publicat com a Op. 91)
- D 925, Animal de pastura Galopp en do major per a piano (1827?).
- D 944A, Dansa alemanya en una tonalitat desconeguda, per a piano (1828, perduda)
- D 969, Dotze Valses, per a piano, Valses nobles (pub. 1827, primer publicat com a Op. 77)
- D 970, Sis Ländler, per a piano (data desconeguda, també aparèixer mentre "Sis Danses alemanyes")
- D 971, Tres Danses alemanyes per a piano (1823?).
- D 972, Tres Danses alemanyes per a piano (abans 1817).
- D 973, Tres Danses alemanyes per a piano (1823?).
- D 974, Dues Danses alemanyes per a piano (1822?).
- D 975, Dansa alemanya en re major per a piano (1824?).
- D 976, Cotillon en mi♭ major per a piano (pub. 1825).
- D 977, Vuit Escoceses per a piano (1816?).
- D 978, Vals en la♭ major per a piano (pub. 1825).
- D 979, Vals en sol major per a piano (pub. 1826).
- D 980, Dos Valses, per a piano (pub. 1826).
- D 980A, Dues Danses, per a piano [anteriorment D 640] (abans 1821, esborrany)
- D 980B, 2 Ländler en mi♭ major per a piano [anteriorment D 679] (1816?).
- D 980C, 2 Ländler en re♭ major per a piano [anteriorment D 680] (abans 1821, fragment)
- D 980D, Vals en do major per a piano, Krähwinkler Tanz (pub. 1828).
- D 980E, Dues Danses, per a piano (?) (Després 1818, esborrany)
- D 980F, Marxa en sol major per a piano (data desconeguda; reducció de piano d'una marxa perduda, per a orquestra?).
- D Anh. I,13, Sis Danses alemanyes per a piano (1814, perduda)
- D deest, Temes a Dos Minuets, per a piano (1813?, esborrany)
- D deest, Quatre Danses en la major per a piano (1816?, únic incipits existeix)
- D deest, Ecossaise en sol major, Ländler en fa major i Ländler en fa menor (?), per a piano (1818, esborrany)

## Sèrie VIII: Suplement (Supplement)

### Arranjaments
- D Anh. II,1, Arranjament de l'Obertura a l'òpera Iphigenie in Aulis, per a piano a 4 mans (1810?, fragment; composició, per a Christoph Willibald Gluck).
- D Anh. II,2, Arranjament del "Notturno en sol major per a flauta, viola i guitarra", per a flauta, guitarra, viola i violoncel [anteriorment D 96] (1814, també apareix com a "Quartet en sol major, per a flauta, guitarra, viola i violoncel"; composició, per a Wenzel Thomas Matiegka, Op. 21; II de Trio en el segon moviment “Menuetto”,, per a Schubert)
- D Anh. II,3, Arranjament de Dues Àries de l'Eco d'Òpera et Narcisse ['Rien de la naturalesa';'O combats, o désordre extrème!'], per a veu i piano (1816, composicions, per a Christoph Willibald Gluck)
- D Anh. II,4, Arranjament de l'Himne "Der 8. Salm für Solostimme und Klavier" ['Unendlicher, Gott, unser Herr'], per a veu, dos oboès, dos clarinets, timbales, cordes i orgue (1823, composició, per a Maximilian Stadler; instrumentació, per a Schubert)

### Obres espúries
- D Anh. I,3, Fuga en do major, per a quartet de corda (?) (1812?, fragment; part de viola única existeix)
- D Anh. I,12, Set Variacions fàcils en sol major per a piano (pub. 1810, presumiblement no és de Schubert)
- D Anh. I,14, Vals [en sol♭ major], per a piano, Kupelwieser-Walzer (1826, va transcriure, per a Richard Strauss)
- D Anh. I,15, Minuet amb Trio en re major per a piano [anteriorment D 336] (data desconeguda, presumiblement no és de Schubert)
- D Anh. I,17, Himne "Tantum ergo" ['Tantum ergo'] en si♭ major, per a veu desconeguda(s)/instrument(s) (data desconeguda, fragment; només un soprano la part existeix; presumiblement no és de Schubert)
- D Anh. I,25, Tambor "de Cantata Schwester und Brüder" ['Tambor Schwester und Brüder singt fröhliche Lieder'], per a veu (?), cor, violí, violoncel i altres instruments desconeguts (1819, fragment; violí únic i violoncel les parts existeixen)
- D Anh. I,26, Trio o Quartet "Sturmbeschwörung" ['Nirgends Rettung, nirgends Terra'], per a 2 sopranos i contralt (?) O 2 sopranos i 2 contralts (?) (data desconeguda, fragment; només un soprano la part existeix)
- D Anh. I,28, Cançó "Klage (Nimmer länger trag ich)" ['Nimmer länger trag ich dieser Leiden Dura'], per a veu i piano, Nimmer länger trag ich [anteriorment D 512] (ca. 1817, presumiblement no és de Schubert)
- D Anh. I,29, II " de Ferdinand de Kàiser de Cançó." ['Era reget die Stadt sich en freudiger Hast?'], per a veu i piano (1809?, dubtós)
- D deest, Trio "Scherz-Terzett" [ amala musica, bona musica?'], per a 3 contralts (1812, dubtós)
- D deest, die "de Cançó Nacht" ['Die Nacht bricht un, mit leisen Lüften sinket'], per a veu i guitarra (?) (Després 1816?, dubtós; part d'acompanyament, per a Franz Xaver Baró von Schlechta; part de veu, per a Schubert?)
- D deest, Cançó (?) "Seliges Genügen" ['?'], per a unspecified veu(s)/instrument(s) (data desconeguda, perduda)

### Exercicis de composició
- D 16, exercicis de Contrapunt, per a veus no especificades/d'instruments (1823?, set exercicis en contrapunt doble; esborrany de piano)
- D 17, Exercicis de composició en "Quell' innocente figlio" ['Quell' innocente figlio'], per a diversos vocal ensembles, Arie dell' Angelo (1812?, també apareix mentre "Ària dell' Angelo"; 9 versió; núm. 1 Solo, per a soprano; núm. 2 Duo, per a 2 sopranos; núm. 3 Trio, per a soprano, contralt i tenor; núm. 4 Quartet, per a soprano, contralt, tenor i baix; núm. 5 Trio, per a soprano, contralt i tenor; núm. 6 Trio, per a soprano, contralt i tenor; núm. 7 Quartet, per a soprano, contralt, tenor i baix; núm. 8 Quartet, per a soprano, contralt, tenor i baix; núm. 9 Quartet, per a soprano, contralt, tenor i baix)
- D 25, Contrapunt i exercicis d'imitació, per a veus no especificades/d'instruments (1812; quatre 2-part i tres contrapunt de 3 parts exercicis, a més de quatre imitació de 2 parts exercicis)
- D 25A, exercicis de Contrapunt, per a veus no especificades/d'instruments (1812?, dos contrapunt de 4 parts exercicis)
- D 25B, exercicis de Contrapunt, per a veus no especificades/d'instruments (1812?, quinze contrapunt de 3 parts exercicis)
- D 25C, Fuga en fa major, per a 2 veus (1812?, fragment)
- D 33, Exercicis de composició en "Entra l'uomo allor che nasce" ['Entra l'uomo allor che nasce'], per a diversos vocal ensembles, Ària di Abramo (1812, també apareix mentre "Ària di Abramo"; 6 versions: núm. 1, per a soprano; núm. 2 Duet, per a soprano i contralt; núm. 3 Trio, per a soprano, contralt i tenor; núm. 4 Quartet, per a soprano, contralt, tenor i baix; núm. 5 Quartet, per a soprano, contralt, tenor i baix; núm. 6 Quartet, per a soprano, contralt, tenor i baix)
- D 34, Exercicis de composició en "Te solo adoro" ['Te solo adoro'], per a soprano, contralt, tenor i baix (1812, 2 versió; 2a versió és un fragment)
- D 35, Exercicis de composició en "Serbate, o Dei custodi" ['Serbate, o Dei custodi'], per a diversos vocal ensembles (1812, 3 versions; núm. 1 Quartet, per a soprano, contralt tenor i baix; núm. 2 Cor, per a veus mixtes; núm. 3 Solo, per a tenor)
- D 37A, Quatre fugal esborrany, per a unspecified instruments "Vier Fugentwürfe" [anteriorment D 967] (1813?, esborrany de piano; el Deutsch el catàleg i el NSA incorrectament identifiquen això com a feina, per a piano)
- D 619, Exercicis vocals, per a 2 veus i baix figurat "Singübungen" (1818, va representar el baix normalment adonat de, per a piano)
- D 965B, Exercicis de fuga, per a veus no especificades/d'instruments "Fugenübungen" (1828; 18 fugal expositions, per a 2 veus)
- D Anh. I,32, Exercicis de composició "Generalbaßübungen", per a veus no especificades/d'instruments [anteriorment D 598Un] (data desconeguda)
- D deest, Cànon ["?"] ['?'] en do major, per a cinc veus (1826?).
- D deest, exercicis d'Imitació en contrapunt invertible, per a veus no especificades/d'instruments (1828, esborrany; tres imitació de 2 parts exercicis)

### Obres, fragments i esborranys de gènere desconegut
- D 988A, part d'Acompanyament en si♭ major per a piano (després 1820, fragment;, per a un multi-separar composició vocal?).
- D deest, esborrany d'una composició "?" ['?'], per a veus no especificades i orquestra (1811?, esborrany)
- D deest, Ària "?" ['?'], per a baix i piano (?) (1812, esborrany; també apareix com a "Allegretto en re major")
- D deest, Tema d'una composició de ball (?), per a piano (?) (1812?, esborrany)
- D deest, Fragment d'una composició, per a violí (?) (1813, esborrany; fragment)
- D deest, Fragment d'una composició instrumental, per a violí, viola i guitarra (?) (1813?, fragment)
- D deest, esborrany d'una composició, per a unspecified instrument(s) (1813, esborrany)
- D deest, Peça de piano (?) en fa major (1813, esborrany)
- D deest, composició Vocal "?" ['?'], per a cor mixt (?) (1818?, fragment sense text)
- D deest, esborrany d'un tema, per a veus no especificades/d'instruments "Themenentwurf" (1818, esborrany)
- D deest, esborrany d'un tema en la menor, per a veus no especificades/d'instruments "Themenentwurf" (1818, esborrany)
- D deest, composició Vocal "?" ['?'], per a veus no especificades (1821?, fragment)
- D deest, Acompanyament, per a una composició vocal "?" ['?'] (1821?, fragment)
- D deest, esborrany d'una composició, per a orquestra (?) (1823, esborrany de piano)
- D deest, Fragment d'una composició, per a unspecified instruments (1823, esborrany)
- D deest, Fragment d'una cantata (?) "?" ['?'], per a solistes no especificats, cor i orquestra (data desconeguda, fragment sense text)
- D deest, Cançó (?) ".doch stärker ist die Mutterliebe" ['?'], per a veu (?) i orquestra (data desconeguda, fragment; perduda)
- D deest, Cançó (?) O Peça de piano (?) "Lieder für das Pianoforte" ['?'], per a veu (?) i/o piano (?) (data desconeguda, perduda)

### Obres en el catàleg, per a altres compositors
- D Anh. I,4, Quartet de Corda en sol major [anteriorment D 2] (el fragment d'un moviment existeix; composició, per a Albert Stadler)
- D Anh. I,5, Quartet de Corda en mi♭ major (data desconeguda, el esborrany del primer moviment existeix; composició, per a Anselm Hüttenbrenner)
- D Anh. I,6, Duet en re major, per a 2 violins (1816, no és de Schubert)
- D Anh. I,6A, Simfonia en mi major, Simfonia 1825 (data desconeguda, no és de Schubert; composició, per a Gunter Elsholz)
- D Anh. I,11, Allegro en sol major i Minuet en do major per a piano (data desconeguda, també apareix com a "Sonatina"; no és de Schubert).
- D Anh. I,16, Dansa "Escocesa de Viena" en la♭ major per a piano (1821?, composició d'Anselm Hüttenbrenner?).
- D Anh. I,27, Cançó "Drei Chöre mit Bläsern" ['Lieblich ist, wenn sanftes Grau; Leb wohl, geliebte Freundin; O Zeit, wie manchen herben Schmerz'], per a cor d'homes, 2 trompes i 2 fagots (data desconeguda, fragment; no és de Schubert)
- D Anh. I,30, Cançó "Mein Frieden" ['Ferne, ferne flammen helle Sterne'], per a veu i piano (pub. 1823, composició, per a Franz Anton Schubert)
- D Anh. I,31, Cançó "Adieu! (Lebe wohl!)" ['Voici l'Instant suprême; Schon naht, um uns zu scheiden'], per a veu i piano (pub. 1824, composició, per a August Heinrich von Weyrauch)
- D Anh. III,1, Nou Cànons "Neun Kanons" ['Es packe dich das Glück beim Kragen; Vom Glück sei alles dir beschert; Glück fehl dir vor allem; Wohlsein und Freude; Tambor habe Dank, o Vater Hayden; Adam barret siebn Söhn; Cato, Plato, Cicero; Era i beim Tag mit der Leiern gwinn; Alleluia'], per a quatre o més veus (ca. 1810 còpia; composicions, per a Michael Haydn, Iseph Haydn, Isef Llúdria, Wolfgang Amadeus Mozart i compositors anònims)
- D Anh. III,2, die "de Cançó Teilung der Erde" ['Nehmt hin die Welt! rief Zeus aus seinen Höhen'], per a veu i piano (ca. 1810 còpia; composició, per a Franz de Paula Roser)
- D Anh. III,3, Simfonia en do major, KV 551 (1813 còpia; composició, per a Wolfgang Amadeus Mozart)
- D Anh. III,4, Cànon "Kanon (Hoffnung Classe des Himmels)" ['Hoffnung Classe des Himmels'] del Singspiel "Elbondocani", per a 2 sopranos, tenor, baix i piano (1813? Còpia; composició, per a Ihann Rudolf Zumsteeg)
- D Anh. III,5, Trio "Chor der Derwische" ['Ein Gott, ein wahrer Gott ist nur'], per a 2 tenors i baix (1813? Còpia; composició, per a Ihann Rudolf Zumsteeg)
- D Anh. III,6, Ofertori "Clamavi anunci te" en do major, Op. 16 [anteriorment D 85], per a instruments/veus no especificades (1813 còpia del solo soprano la veu existeix; composició, per a Isef Preindl)
- D Anh. III,7, Escena "Monolog aus Goethe ‘Iphigenie' " ['Heraus en eure Schatten'], per a veu, cor de dones i piano ['Heraus en eure Schatten'] (1815 còpia; composició, per a Ihann Friedrich Reichardt)
- D Anh. III,8, Simfonia núm. 4 en Si♭ major, Op. 60 (còpia de 8 bars després 1820; composició, per a Ludwig van Beethoven)
- D Anh. III,9, Cançó "Deutsches Hochamt (Hier liegt vor deiner Majestät)" ['?'], per a veu i orgue (la còpia de la part d'orgue perduda; composició, per a Michael Haydn)
- D Anh. III,10, Missa en do major (1820 còpia; composició, per a Isef Preindl)
- D Anh. III,11, Cànon "Laß immer en der Jugend Glanz" ['Laß immer en der Jugend Glanz'], KV 484d,, per a 2 veus [anteriorment D 92] (la còpia perduda; composició, per a Wolfgang Amadeus Mozart)
- D Anh. III,12, Cànon "Selig alle, die im Herrn entschliefen" ['Selig alle, die im Herrn entschliefen'], KV 382b,, per a 2 veus [anteriorment D 127] (la còpia perduda; composició, per a Wolfgang Amadeus Mozart)
- D Anh. III,13, Cançó "Abendlied unterm gestirnten Himmel" ['Wenn die Sonne niedersinket'], WoO 150,, per a veu i piano (1820 còpia; composició, per a Ludwig van Beethoven)